# Aurora (1900)
Aurora, właściwie Awrora (ros. Аврора) – rosyjski krążownik z początku XX wieku, spopularyzowany jako symbol rewolucji październikowej w Rosji, zachowany obecnie jako okręt muzeum w Petersburgu.
„Aurora” była krążownikiem pancernopokładowym typu Diana, do którego należały także okręty: „Diana” i „Pałłada”. Pierwotnie była klasyfikowana jako krążownik I rangi. Zbudowana została w Petersburgu – wodowana w 1900 roku. Weszła do służby w marynarce wojennej Imperium Rosyjskiego w 1903 roku. Nazwa pochodziła od rzymskiej bogini Aurory (Jutrzenki). Krążownik „Aurora” brał udział w bitwie pod Cuszimą podczas wojny rosyjsko-japońskiej w 1905 roku, z której ocalał, internowany w Manili. Był następnie używany do rejsów szkolnych oraz wziął drugorzędny udział w działaniach I wojny światowej na Bałtyku. W chwili wybuchu bolszewickiej rewolucji październikowej 1917 roku w Rosji okręt przebywał w Petersburgu i jego załoga brała czynny udział w wystąpieniach rewolucyjnych. Propaganda w ZSRR utrwaliła niepotwierdzoną historycznie wersję, że wystrzał z działa „Aurory” miał być sygnałem do szturmu na Pałac Zimowy, przez co okręt stał się w późniejszych latach szeroko znanym symbolem rewolucji komunistycznej. Od lat 20. „Aurora” używana była już tylko jako krążownik szkolny, a od końca lat 30. wyłącznie jako stacjonarny hulk szkolny bez napędu. Podczas II wojny światowej we wrześniu 1941 roku okręt został uszkodzony i osadzony na płyciźnie w Oranienbaumie. Pod koniec wojny został podniesiony i po remoncie dalej służył jako hulk szkolny, zakotwiczony na Wielkiej Newce w Leningradzie (ob. Petersburgu). Od 1956 roku został tam okrętem-muzeum, otrzymując podczas remontu w drugiej połowie lat 80. XX wieku zupełnie nową część podwodną.
Wyporność projektowa wynosiła 6731 ton. Uzbrojenie główne składało się początkowo z ośmiu pojedynczych dział kalibru 152 mm i 24 dział kalibru 75 mm, a w 1917 roku z 14 dział kalibru 152 mm. Napęd stanowiły maszyny parowe, pozwalające na osiąganie prędkości 19 węzłów.

## Zamówienie i budowa
Daty w kalendarzu juliańskim (starego stylu), po ukośniku w gregoriańskim
W drugiej połowie lat 90. XIX wieku Cesarstwo Rosyjskie dostrzegło potrzebę budowy w kraju serii nowoczesnych krążowników, z uwagi na zagrożenie ze strony intensywnie rozbudowującej się Cesarskiej Marynarki Niemiec. Projekt okrętów powstał w 1895 roku w rosyjskiej stoczni Bałtijskij Zawod w Petersburgu. Budowa trzech krążowników typu Diana została przewidziana w ramach programu rozbudowy floty z 1895 roku, w związku z nowym zagrożeniem włączonego następnie do programu budowy okrętów na potrzeby Dalekiego Wschodu. W klasyfikacji rosyjskiej stanowiły krążowniki I rangi, a od września 1907 roku po prostu: krążowniki (ros. kriejsier). Po zamówieniu w listopadzie 1895 roku dwóch pierwszych okrętów: „Diana” i „Pałłada” w stoczni Galernyj Ostrowok, Ministerstwo Morskie w czerwcu 1896 roku zdecydowało zamówić jeszcze trzeci okręt, w petersburskiej Nowej Stoczni Admiralicji (Nowoje Admirałtiejstwo). Początkowo był on zamówiony tylko jako „krążownik o wyporności 6630 ton typu Diana” i dopiero 31 marca 1897 roku car Mikołaj II nadał mu popularną w XIX-wiecznych marynarkach nazwę „Aurora”, od imienia bogini poranku z mitologii rzymskiej Aurory (Jutrzenki), noszoną wcześniej w Rosji przez żaglową fregatę. Budową okrętu początkowo kierował młodszy budowniczy okrętów (odpowiednik podpułkownika) E. de Grofe, a następnie K. Tokariewski.

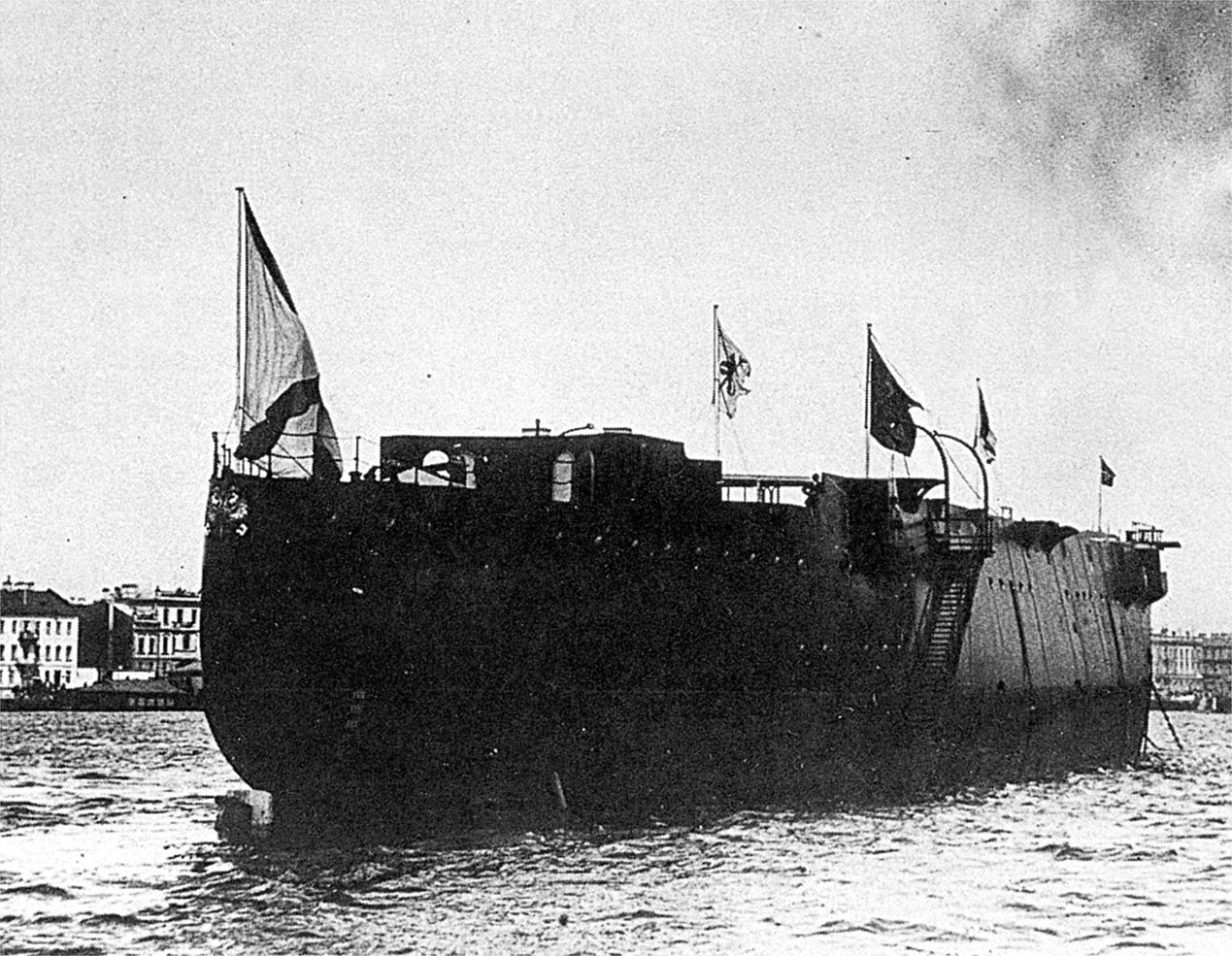
Wodowanie „Aurory”

Stępkę pod budowę położono faktycznie 18?/30 października 1896 roku. Oficjalne uroczyste położenie stępki z udziałem generał-admirała Aleksego, połączone z przytwierdzeniem okolicznościowej srebrnej plakietki, miało jednak miejsce dopiero 23 maja?/4 czerwca 1897 roku, gdy budowa była zaawansowana – najpierw na „Aurorze”, a następnie tego dnia na dwóch pozostałych bliźniaczych okrętach. Półroczne opóźnienie w budowie kadłuba spowodowały wahania co do wyboru producenta maszyn i kotłów oraz ewentualnego zastosowania kotłów z ekonomizerami – ostatecznie zamówiono je w prywatnym Towarzystwie Francusko-Rosyjskich Zakładów, takie same jak dla wcześniejszych okrętów, lecz z obniżką ceny o 2%. „Aurorę” zwodowano 11?/24 maja 1900 roku, w obecności cara Mikołaja II i 78-letniego marynarza poprzedniej „Aurory” Akima Pawłowa. Po montażu siłowni przy nabrzeżu Francusko-Rosyjskich Zakładów, 17 października 1900 roku po raz pierwszy rozpalono kotły. Z powodu przeróbek w projekcie oraz braków siły roboczej, przy intensywnym programie rosyjskiego budownictwa okrętowego, wyposażanie okrętu trwało również długo i próby morskie rozpoczęto dopiero pod koniec lipca 1902 roku. Do prób odbiorczych napędu przystąpiono 10 października tego roku, ale po poprawkach spełnił on wymagania i został odebrany dopiero 14 lipca 1903 roku, pomimo nieosiągnięcia projektowej prędkości 20 węzłów. Między 13 a 18 września okręt odbył próbny rejs na Bornholm, pod flagą kontradmirała Nikonowa, co zakończyło etap prób odbiorczych. Koszt budowy wynosił ok. 6 400 000 rubli.

## Opis

### Opis ogólny

Sylwetka z uzbrojeniem z połowy 1916 roku

Projektowa wyporność normalna okrętów wynosiła 6731 ton. Na próbach odbiorczych „Aurora” miała wyporność 6897 ton (największą z okrętów tego typu). Długość całkowita wszystkich okrętów typu wynosiła 126,8 m, a na linii wodnej 123,75 m. Szerokość maksymalna wynosiła 16,76 m, a zanurzenie projektowe 6,4 m.
Załoga liczyła początkowo etatowo 570 osób, w tym 20 oficerów. Oficerowie tradycyjnie mieli kajuty na pokładzie bateryjnym na rufie. Znajdowała się tam też kajuta dowódcy (na lewej burcie) oraz apartament i gabinet admiralski (na prawej burcie), a na samej rufie salon dowódcy. Marynarze mieli kubryki na pokładzie bateryjnym i spali w hamakach. Na początku I wojny światowej liczebność załogi została zwiększona do 637, w tym 23 oficerów, a po remoncie w 1917 roku przewidywano jej zwiększenie do 723 osób.

### Uzbrojenie

#### Stan początkowy

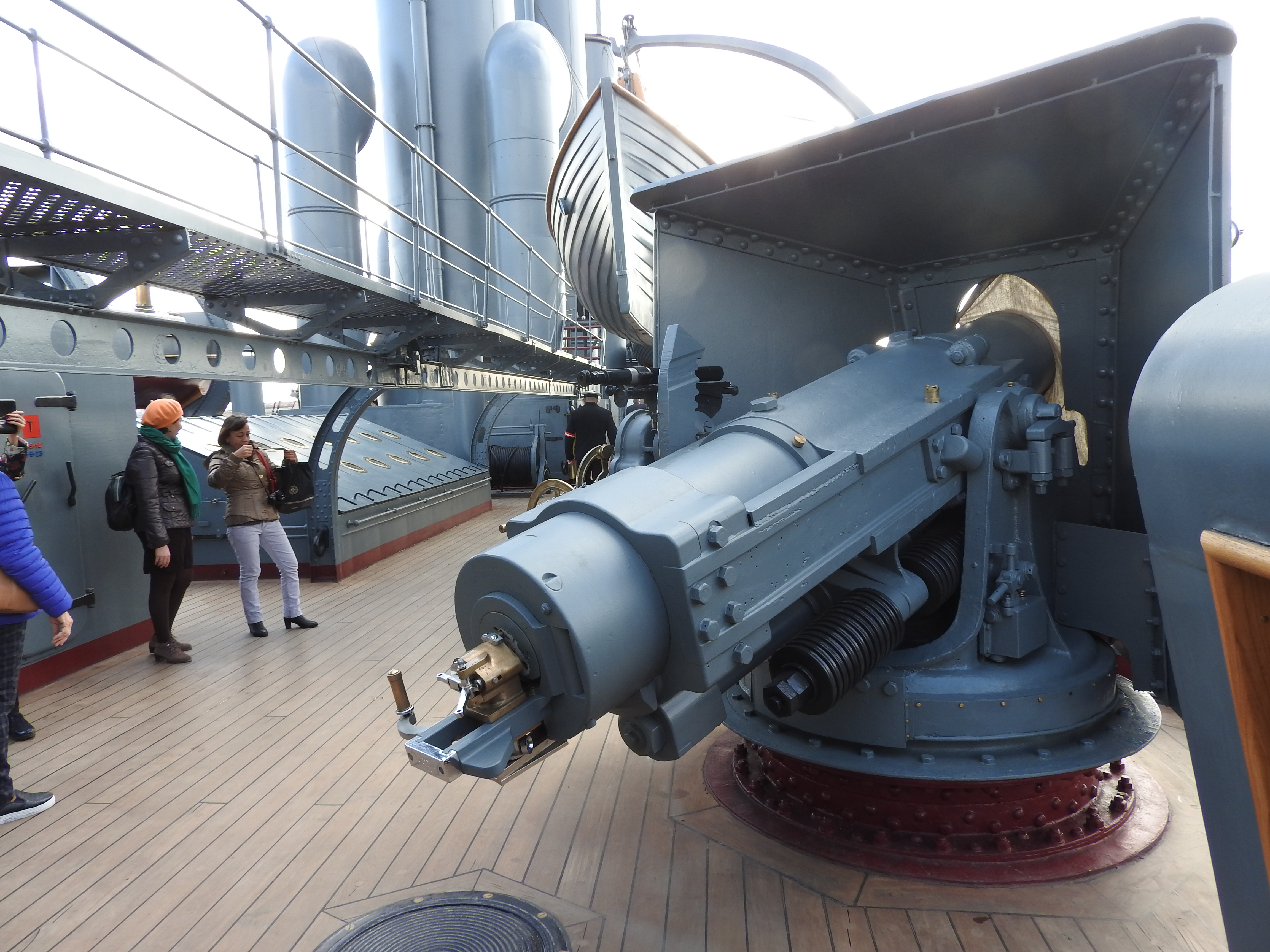
Burtowa armata 152 mm (stan obecny)

Uzbrojenie główne okrętów typu Diana pierwotnie stanowiło osiem dział kalibru 152,4 mm systemu Canet o długości lufy L/45 (45 kalibrów), w tym po jednym na pokładzie dziobowym i rufowym, a po trzy na pokładzie górnym na każdej z burt. Kąt podniesienia luf wynosił od -6° do +15°, a maksymalna donośność 9800 m. Zapas amunicji wynosił 1414 nabojów (około 176 na lufę). Działa strzelały pociskami o masie 41,4 kg, a szybkostrzelność wynosiła do 5 strzałów na minutę. „Aurora” jako jedyna przed rejsem na Daleki Wschód w 1904 roku została wyposażona w maski ochronne dział głównego kalibru i celowniki optyczne. Działa otrzymały początkowo standardowe płytkie maski, przy czym z uwagi na ciasnotę, druga para dział burtowych pozostała bez masek.

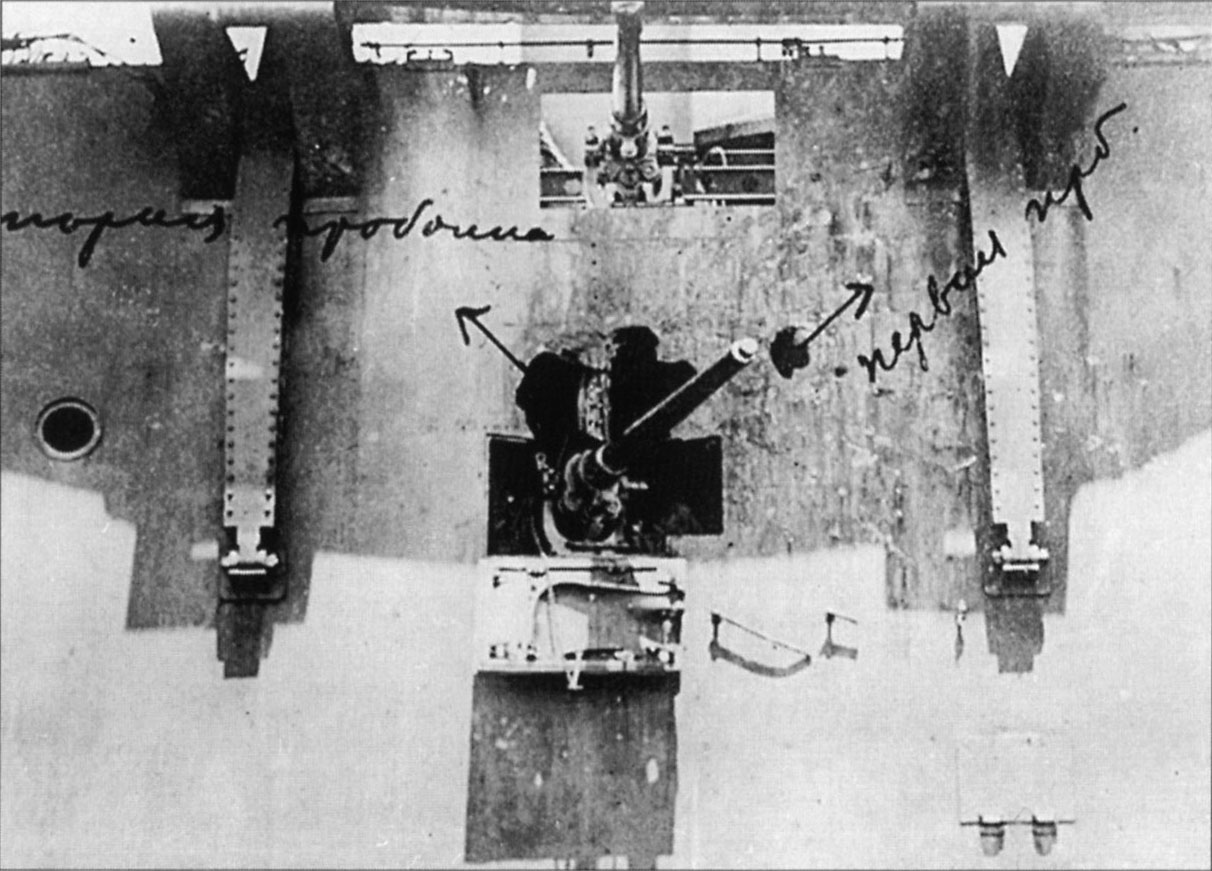
Działa 75 mm „Aurory” uszkodzone po bitwie pod Cuszimą

Uzbrojenie pomocnicze, przeznaczone do zwalczania torpedowców, stanowiły pierwotnie 24 działa kalibru 75 mm L/50 systemu Canet, na pojedynczych podstawach Mellera, z tego 12 w stanowiskach w burtach na pokładzie bateryjnym, a 12 na pokładzie górnym na śródokręciu, za nadburciem (ogółem 12 na każdej burcie). Kąt podniesienia luf wynosił od -10° do +20°, a maksymalna donośność 7000 m. Strzelały pociskami przeciwpancernymi o masie 4,9 kg, a zapas amunicji scalonej obejmował 6240 nabojów (260 na lufę). Szybkostrzelność wynosiła do 10 strzałów na minutę. „Aurora” od początku miała przerobione ambrazury dział burtowych, dające nieco większy kąt ostrzału, niż na bliźniaczych okrętach. Dodatkowo początkowo uzbrojenie uzupełniało osiem armat kalibru 37 mm L/22,8 Hotchkiss, po dwie na mostku dziobowym i rufowym i cztery na marsie bojowym. Miały donośność 2778 m, a ich maksymalna szybkostrzelność wynosiła do 30 strzałów na minutę. Typowe dla rosyjskich okrętów I rangi uzbrojenie stanowiły wreszcie dwie armaty kalibru 63,5 mm Baranowskiego na lawetach kołowych dla oddziałów desantowych. Do działek kalibru 37 mm zabierano 3600 nabojów, a do armat desantowych 1440. W 1904 roku „Aurora” otrzymała dwa karabiny maszynowe Maxima na mostku dziobowym.
Okręty typu Diana miały początkowo trzy stałe wyrzutnie torpedowe kalibru 381 mm, z tego jedną nadwodną, umieszczoną w stewie dziobowej, i dwie podwodne strzelające na każdą z burt. Zapas wynosił osiem torped, w tym dwie dla wyrzutni dziobowej. Ponadto okręty zabierały w komorze minowej wewnątrz kadłuba 35 min, które mogły być stawiane z łodzi okrętowych. Kutry krążowników mogły także być uzbrojone w miotacze niesamobieżnych torped kalibru 254 mm, wyrzucanych ładunkiem prochowym, których na okręcie przewożono sześć.

#### Zmiany uzbrojenia
Po wojnie rosyjsko-japońskiej okręt kilkakrotnie przezbrajano, a miejsca niektórych dział przesuwano. Wkrótce po wojnie, na podstawie doświadczeń z niej płynących, w latach 1908–1909 zamieniono cztery działa kalibru 75 mm na dwa kalibru 152 mm, wzmacniając tym samym artylerię główną do 10 dział tego kalibru. Dodatkową parę dział umieszczono przed rufową parą dział burtowych głównego kalibru, na niewielkich sponsonach, na miejscu dział 75 mm. Wszystkie działa wyposażono w nowe wydłużone maski ochronne. Jeszcze w 1906 roku usunięto wszystkie działka 37 mm, a na mostku rufowym ustawiono dwa karabiny maszynowe Maxima. W tym okresie usunięto też mało przydatne wyrzutnie torped i miny. Zimą 1914/1915 roku „Aurorę” wyposażono w tory minowe na pokładzie i przystosowano do stawiania 150 min wz. 08.
Na przełomie maja i czerwca 1915 roku artylerię ponownie wzmocniono o cztery działa kalibru 152 mm, zdjęte z przezbrajanej „Diany”, podnosząc ich liczbę do 14 i usuwając przy tym 16 mało przydatnych armat kalibru 75 mm, wraz z zaślepieniem ich stanowisk burtowych. Oprócz pojedynczych dział 152 mm na pokładzie dziobowym i rufowym, na każdej z burt były ustawione grupy po trzy działa blisko dziobu i rufy, a salwę burtową tworzyło osiem dział. Pozostawiono jedynie cztery działa kalibru 75 mm na pokładzie, które również zdjęto dla odciążenia w lipcu 1916 roku. Zimą 1916/1917 roku podczas remontu na „Aurorze” zwiększono kąt podniesienia dział do 25°, a na wniosek dowódcy, dla polepszenia kąta ostrzału, przesunięto działa na pokładzie dziobowym i rufowym dalej ku ich krańcom, a ostatnią rufową parę dział rozsunięto bardziej na burty. Dzięki większemu kątowi podniesienia donośność dział zwiększyła się do 12 500 m. Po modernizacji, na kątach kursowych od 30° od osi dziobu mogło już teoretycznie strzelać wszystkie osiem dział salwy burtowej (poprzednio na kątach od 60°). W 1918 roku okręt został odstawiony na konserwację i rozbrojony.
Podczas I wojny światowej montowano też działa przeciwlotnicze. Na początku 1916 roku „Aurora” otrzymała brytyjskie działko automatyczne 40 mm Vickers na mostku rufowym i dwie armaty 75 mm Canet na podstawach przeciwlotniczych Mellera na środkowym mostku, zamiast reflektorów. Miały one kąt podniesienia luf zwiększony do +70° (w podstawach pierwszej serii +50°). 21 lipca tego roku zamontowano dalsze dwie armaty plot. 75 mm. Już w sierpniu jednak po powrocie z Zatoki Ryskiej, przed remontem okrętu, armaty przeciwlotnicze kalibru 75 mm zostały zdemontowane. Podczas remontu w 1917 roku przygotowano miejsca do montażu sześciu nowych armat przeciwlotniczych 76,2 mm Lendera: trzech na nadbudówce rufowej, dwóch na dziobowej i jednej na pokładzie dziobowym. Dopiero jednak w 1923 roku „Aurora” otrzymała dwie armaty przeciwlotnicze Lendera na mostku rufowym, a nadto dwa sprzężone karabiny maszynowe M-1 Maxim 7,62 mm.
W 1923 roku po reaktywacji „Aurora” została uzbrojona w miejsce dotychczasowej artylerii w 10 pojedynczych armat kalibru 130 mm wz. 1913 L/55. Po jednej ustawiono na dziobie i rufie, a cztery na sponsonach na każdej z burt (po dwie na burtę w grupie dziobowej i rufowej). Działa te strzelały pociskami o masie 36,86 kg i ich kąt podniesienia lufy wynosił 20°, a donośność 15 364 m. Szybkostrzelność wynosiła do 10 strzałów na minutę. W 1926 roku na pustych sponsonach na pokładzie ustawiono dodatkowo cztery armaty kalibru 75 mm. Działa te usunięto jeszcze przed 1940 rokiem. Do 1940 roku okręt otrzymał dwie dalsze armaty przeciwlotnicze 34-K kalibru 76,2 mm przed nadbudówką dziobową (jedna za drugą w dwóch poziomach) i trzy armaty przeciwlotnicze 21-K kalibru 45 mm na mostku rufowym, oprócz dotychczasowych dwóch armat 76,2 mm Lendera przeniesionych na środkowy mostek i jednego karabinu maszynowego M-1 Maxim. Całe uzbrojenie zdemontowano na przestrzeni 1941 roku. Po II wojnie światowej „Aurora” jako okręt-muzeum otrzymała 14 dział kalibru 152 mm systemu Canet, niepełniących już funkcji bojowych, różniących się od oryginalnych płytkimi maskami przeciwodłamkowymi z artylerii nadbrzeżnej. Okręt wyposażono ponadto w cztery armaty kalibru 45 mm jako działka salutacyjne. 

### Opancerzenie

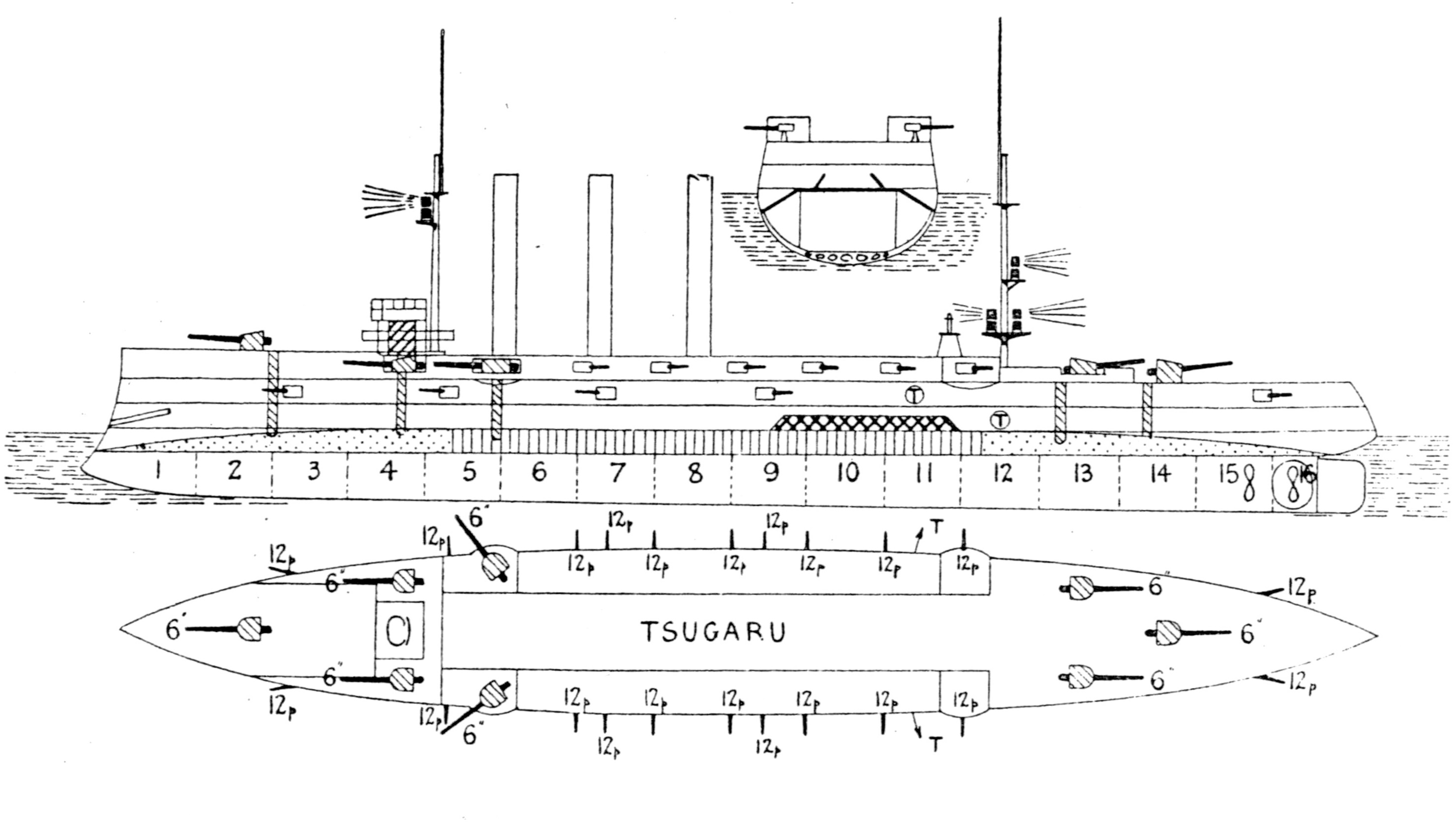
Uproszczony schemat opancerzenia okrętów typu Diana

Opancerzenie stanowił typowy dla krążowników pancernopokładowych wewnętrzny pokład pancerny w rejonie linii wodnej, w formie skorupy z bocznymi skosami, pokryty płytami ze stosunkowo miękkiej niklowej stali. Grubość pancerza wynosiła w środkowej płaskiej części 38 mm, na skosach bocznych 63,5 mm, a w ich najniższej części bezpośrednio przylegającej do burt 50,8 mm. Dodatkowo stalowy pokład miał grubość 12,7 mm, zwiększając efektywną grubość opancerzenia.
Poszczególne elementy konstrukcji były ponadto opancerzone pancerzem pionowym ze stali chromoniklowej. Najgrubszy pancerz ścian grubości 152 mm miała wieża dowodzenia, przy tym z tyłu miała otwarte wejście osłonięte taką samą płytą. Wieża początkowo miała szczelinę obserwacyjną wysokości 304,8 mm. Dach wieży wykonany był z małomagnetycznej stali grubości 51 mm, dla zniwelowania wpływu na kompasy, a szyb komunikacyjny pod nią do centrali pod pokładem pancernym miał grubość ścian 89 mm. Ponadto szyby wind amunicyjnych, dolne części przewodów kominowych i osłony niektórych przewodów miały pancerz grubości 38 mm. Masa pancerza ogółem wynosiła 707 ton (ok. 10% wyporności). „Aurora” otrzymała w 1904 roku maski przeciwodłamkowe dział artylerii głównej grubości 25,4 mm. Po wojnie rosyjsko-japońskiej w latach 1908-1909 zmodyfikowano konstrukcję wieży dowodzenia, która miała teraz w ścianach szczeliny wysokości 76,2 mm.

### Napęd
Okręty typu Diana napędzały trzy trzycylindrowe pionowe maszyny parowe potrójnego rozprężania, o łącznej projektowej mocy indykowanej 11 610 KM. Maszyny dla wszystkich krążowników były wyprodukowane przez Towarzystwo Francusko-Rosyjskich Zakładów. Na próbach „Aurora” osiągnęła moc 11 971 KM. Parę dla maszyn wytwarzały 24 kotły wodnorurkowe systemu Belleville, rozmieszczone w trzech kotłowniach, po osiem w każdej. Ciśnienie robocze w kotłach wynosiło 17,2 atmosfer. Spaliny odprowadzane były przez trzy wysokie, proste, rozstawione w równych odstępach kominy, dla każdej kotłowni osobny. Maszyny napędzały bezpośrednio trzy trzyłopatowe śruby z brązu o średnicy 4,09 m. Napęd miał umożliwiać osiąganie prędkości maksymalnej 20 węzłów, lecz na próbach „Aurora” osiągnęła maksymalnie jedynie 19,2 węzła (przy wyporności 6897 ton). „Aurora” otrzymała elektryczną maszynę sterową firmy Siemens & Halske.
Normalny projektowy zapas paliwa – węgla – wynosił 800 ton, lecz w przypadku „Aurory” zmodyfikowano układ zasobni węglowych po bokach kotłowni (12 dolnych i 20 górnych) i zapas normalny węgla był zwiększony do 912 ton, lecz zapas pełny, z wykorzystaniem zapasowych zasobni nad skosami pokładu pancernego, był mniejszy niż w innych okrętach serii: 965 ton. Zasięg projektowy wynosił 4000 mil morskich przy prędkości 10 węzłów z pełnym zapasem węgla.
Po remoncie w 1917 roku „Aurora” otrzymała 24 kotły systemu Belleville-Dołgolenko (18 z 12 elementami, 4 z 7 elementami i 2 z 11 elementami), o łącznej powierzchni rusztów 105,7 m² i łącznej powierzchni ogrzewalnej 3185 m² oraz takim samym ciśnieniu 17,2 at.

### Odmienności wyglądu i wyposażenia
„Aurora” przed wypłynięciem na Daleki Wschód została wyposażona w radiostację, umieszczoną w drugiej kondygnacji pokładówki na rufie, lecz jeszcze w 1904 roku kondygnację tę rozebrano i radiostację prawdopodobnie umieszczono piętro niżej, jak na pozostałych okrętach. Również w 1904 roku radiostację wymieniono na nowocześniejszą, firmy Telefunken. Później montowano nowsze radiostacje (podczas I wojny światowej była radiostacja francuska, w 1917 roku zamieniona na rosyjską). Szpital okrętowy na „Aurorze”, w odróżnieniu od pozostałych okrętów, już w 1904 roku został wyposażony w aparat rentgenowski. W latach 1908-1909 nadbudówki zmodyfikowano i dodano nowy mostek rufowy dalej w kierunku rufy, a dotychczasowy mostek rufowy stał się środkowym, przy czym „Aurora” otrzymała także pomost łączący nadbudówkę dziobową ze środkowym mostkiem, biegnący obok kominów. Usunięto też wówczas zbędny mars bojowy na maszcie. W 1917 roku na nadbudówce rufowej ustawiono opancerzoną 18-milimetrowym pancerzem wieżyczkę dalmierza przeciwlotniczego. W 1923 roku w tej wieżyczce oraz wieżyczce na nadbudówce dziobowej zamontowano dalmierze Barr & Stroud o bazie 2,7 m. W 1926 roku okręt został wyposażony w amerykański żyrokompas Sperry.
Jako jedyna z okrętów swojego typu i pierwszy okręt w marynarce rosyjskiej, „Aurora” otrzymała trzy kotwice Halla o masie 4,3 t, zakupione w Wielkiej Brytanii, zamiast starszych kotwic patentowych systemu Martina. Jedynie „Aurora” po 1908 roku otrzymała kluzy zamykane pokrywami. W lipcu 1916 roku zdjęto dla odciążenia zapasową kotwicę. Pozostałe dwie kotwice okręt utracił w 1918 i 1919 roku. W 1923 roku, podczas reaktywacji okrętu, wyposażono go w dwie kotwice Halla z zatopionego w Kronsztadzie krążownika „Oleg”. Podczas remontu w 1935 roku dokonano przeróbki kluz kotwicznych na nowocześniejsze, umieszczone wyżej, umożliwiające chowanie w nie trzonów kotwic. Podczas remontu w latach 1984–1987 przywrócono kluzy podobne do historycznych – o wyglądzie zgodnym co prawda ze schematami stoczniowymi, jednakże różniącym się od tych, jakie faktycznie miały krążowniki według fotografii.
Tylko „Aurora” od początku otrzymała dwa bomy ładunkowe na maszcie rufowym, a po 1905 roku jeszcze bom na maszcie dziobowym. Dopiero w 1917 roku usunięto jeden z bomów rufowych. Zimą na początku 1915 roku „Aurora” została wyposażona w fortrał – wytyk na dziobie do mocowania trału typu parawan.
Podczas pierwszego przerwanego rejsu na Daleki Wschód okręt nosił jeszcze białe pokojowe malowanie, stosowane do pływania zagranicznego, z żółtymi kominami z grubymi czarnymi opaskami na szczytach. W 1904 roku w składzie II Eskadry Oceanu Spokojnego okręt przemalowano na czarny kolor z żółtymi kominami i szarymi masztami. Przed powrotem do kraju z Manili okręt ponownie przemalowano na biało, lecz na Cejlonie w grudniu 1905 roku przemalowano go na czarno. W okresie przed I wojną światową krążowniki były przemalowane na kolor szary.

## Służba
Daty do 1918 roku w kalendarzu juliańskim (starego stylu), po ukośniku w gregoriańskim.

### Wojna rosyjsko-japońska

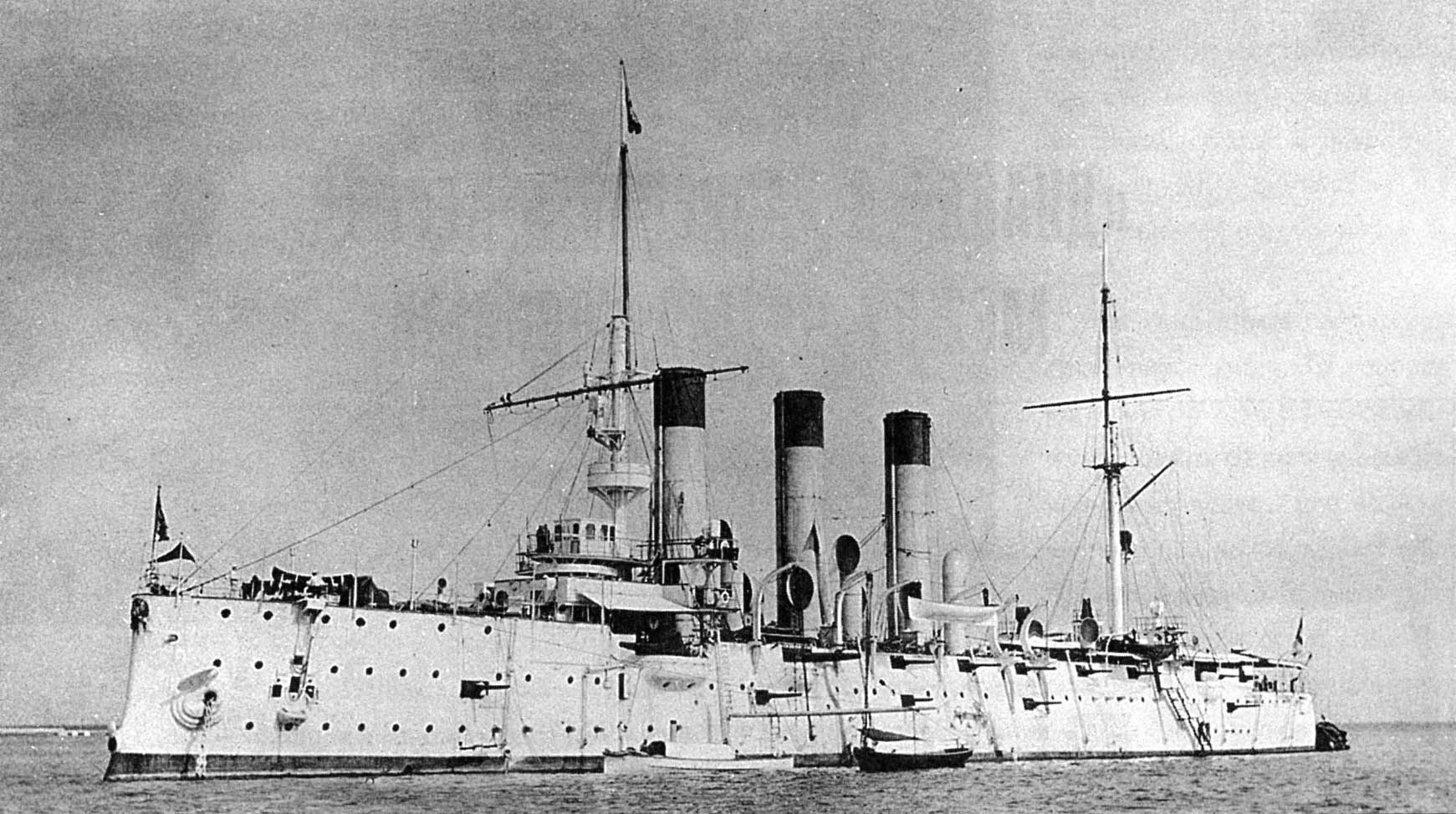
„Aurora” w 1903 roku, w malowaniu pokojowym

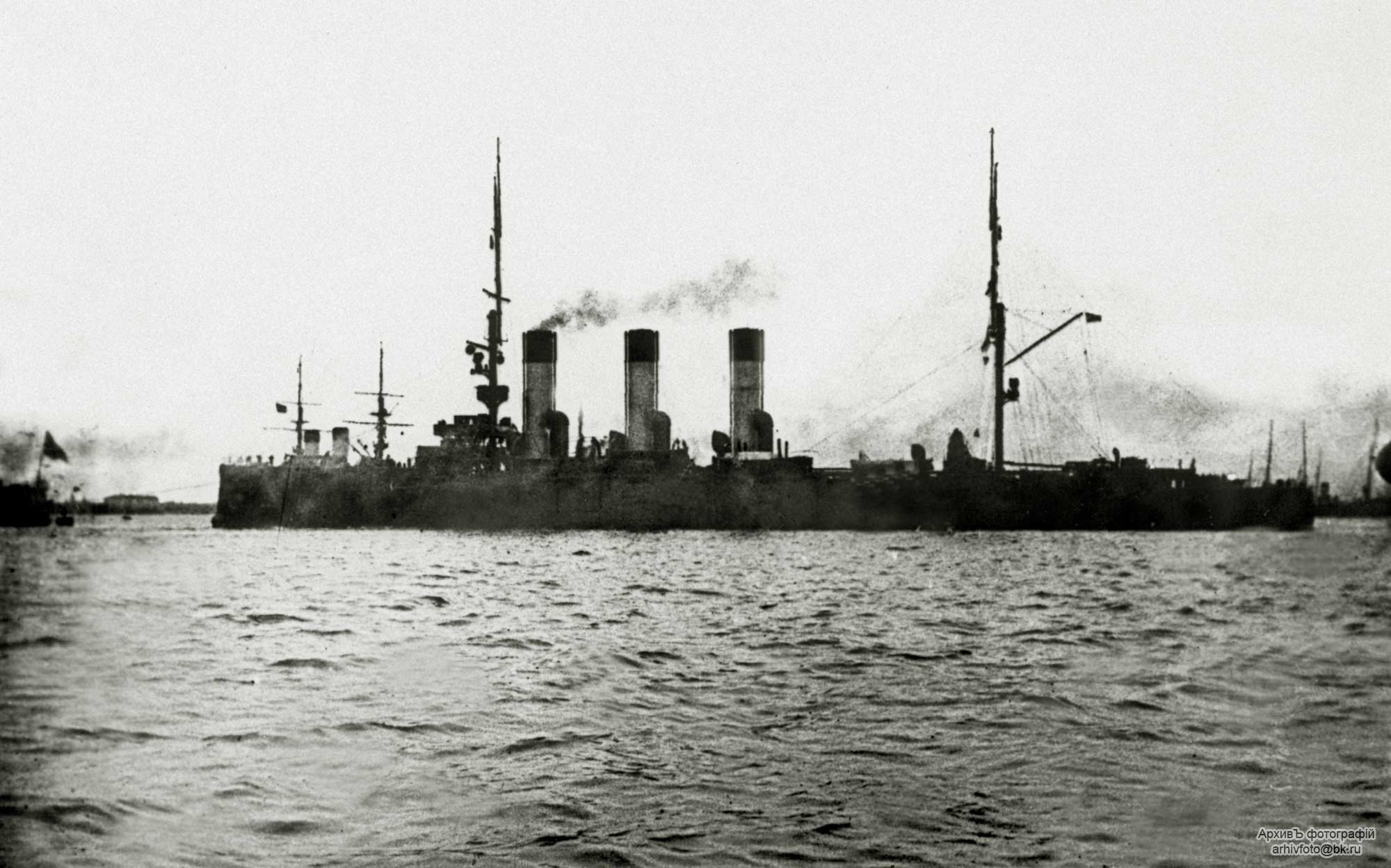
„Aurora” podczas rejsu II Eskadry Oceanu Spokojnego w 1904 roku

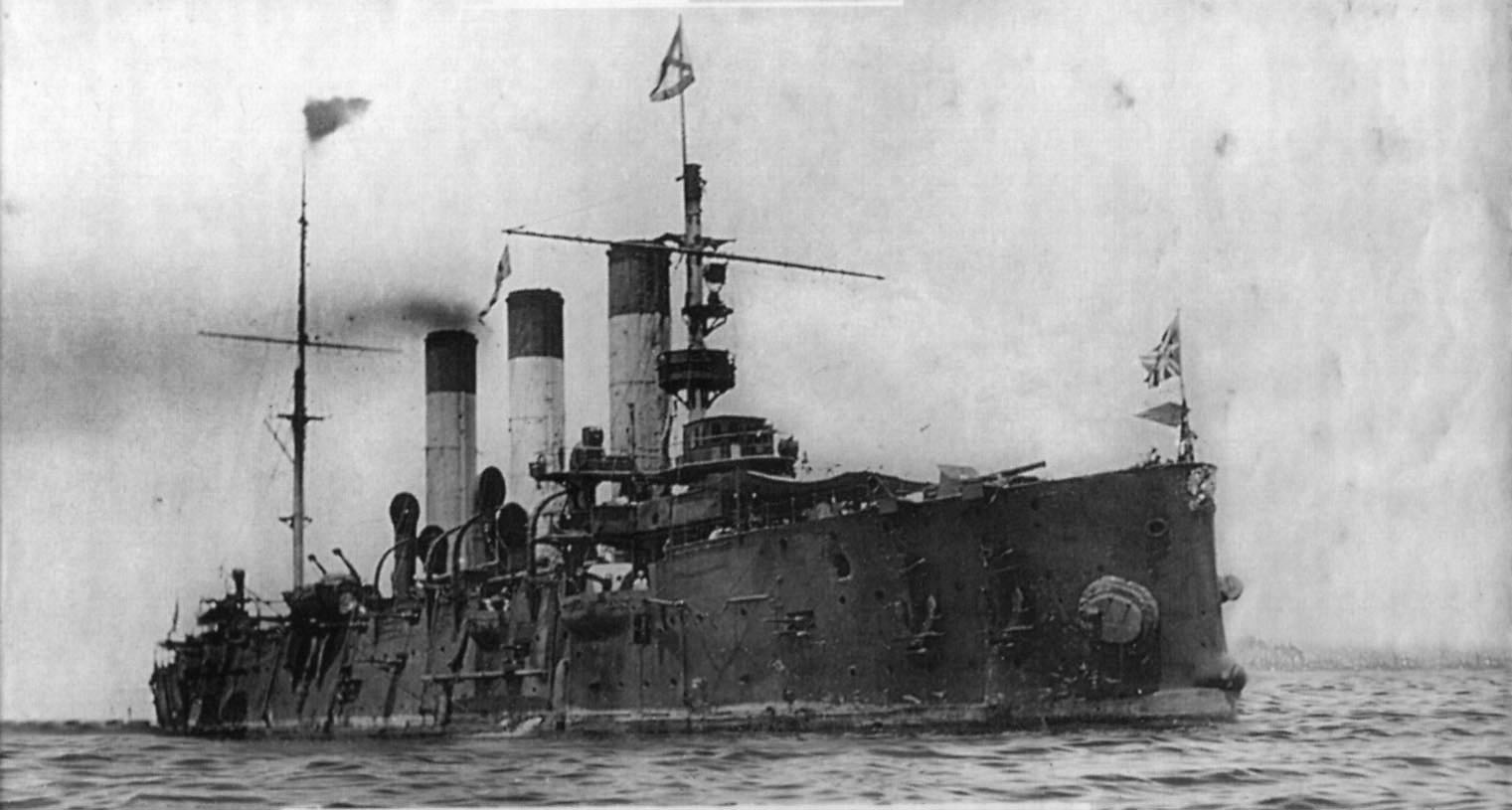
„Aurora” z uszkodzeniami po bitwie pod Cuszimą, 1905 rok

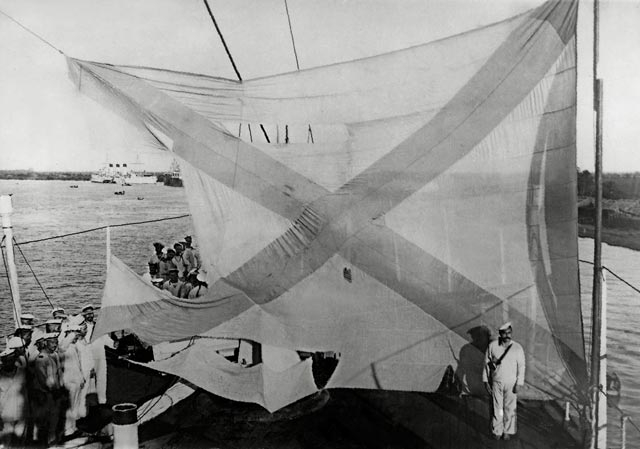
Postrzelana bandera „Aurory” po bitwie pod Cuszimą

„Aurora” pierwszy raz została użyta bojowo w wojnie rosyjsko-japońskiej 1904-1905. W związku z napięciem w stosunkach z Japonią, po osiągnięciu gotowości bojowej, 25 września?/8 października 1903 roku wyszła pod dowództwem komandora I. Suchotina w rejs z Kronsztadu na Daleki Wschód, przez Morze Śródziemne, odwiedzając Portland i Algier. Po drodze dokonywano napraw ujawniających się usterek mechanizmów i maszyn. 25 października w La Spezii „Aurora” dołączyła do zespołu kontradmirała Andersa Wireniusa, który wyszedł wcześniej z Rosji, zostając przejściowo na odcinku do Bizerty jego okrętem flagowym. Zatrzymując się na dłużej w Bizercie (od połowy listopada do 21 grudnia) i Pireusie, „Aurora” dotarła do Port Saidu 31 grudnia/13 stycznia, napotykając tam zmierzający do Japonii nowo zakupiony krążownik pancerny „Nisshin”. Po przejściu przez Kanał Sueski, 27 stycznia?/9 lutego 1904 część zespołu z „Aurorą” dopłynęła do francuskiej kolonii Dżibuti, gdzie dowiedziano się o wybuchu wojny z Japonią. W związku ze zmienioną sytuacją, kontradmirał Wirenius (który dopłynął tam 31 stycznia z pancernikiem „Oslabia”), otrzymał jednakże 2 lutego rozkaz powrotu do Rosji. Pod naciskiem Wielkiej Brytanii, związanej sojuszem z Japonią, nie wykorzystano przy tym szansy skierowania części okrętów do działań rajderskich przeciw statkom kierującym się do Japonii. Należy zaznaczyć, że sama „Aurora” jednak nie nadawałaby się najlepiej do dłuższych działań tego typu, przede wszystkim z uwagi na umiarkowany zasięg. Na Morzu Śródziemnym zespół się rozdzielił i „Aurora” z niszczycielami „Brawyj” i „Blestiaszczij” dotarła do rosyjskiej Libawy 5/18 kwietnia.
Pod dowództwem komandora J. Jegorjewa okręt wszedł następnie w skład II Eskadry Oceanu Spokojnego, złożonej z okrętów Floty Bałtyckiej wysłanych na Daleki Wschód. Przed tym otrzymał maski ochronne i celowniki optyczne dla dział oraz lepszą radiostację. 2/15 października 1904 roku wyszedł z eskadrą ponownie na Daleki Wschód, w składzie jej III eszelonu. W nocy z 8/21 na 9/22 października doszło do incydentu na Dogger Bank, kiedy okręty rosyjskie ostrzelały brytyjskie kutry rybackie, biorąc je w ciemności za japońskie torpedowce. „Aurora”, płynąca na lewym skrzydle, stała się jednym z głównych uczestników incydentu, wystrzeliwując aż 500 pocisków z lekkich dział i 1800 z karabinów maszynowych, przy czym w nocnej strzelaninie została trafiona czterema pociskami własnych okrętów kalibru 75 mm i jednym 47 mm, które spowodowały powierzchowne uszkodzenia i śmiertelnie raniły okrętowego kapelana Anastazego oraz lekko jednego marynarza. Zespół następnie płynął dłuższą trasą wokół Afryki i 19 listopada „Aurora” przekroczyła równik, z okazji czego urządzono chrzest równikowy. Długotrwały powolny rejs był uciążliwy dla załóg, a pokład górny i część pomieszczeń pod pokładami były zawalone branym na zapas w portach węglem. Zwłaszcza przed rejsem wokół Przylądka Dobrej Nadziei załadowano w Gabonie aż 1300 ton nadmiarowego węgla, nawet do mesy oficerskiej. Dłuższy postój, od końca grudnia do 3 marca, eskadra miała u brzegów Madagaskaru, gdzie urządzono między innymi ćwiczenia artyleryjskie (w przypadku „Aurory”, z niezłym rezultatem).
14?/27 maja 1905 roku „Aurora” wzięła udział w bitwie pod Cuszimą, wchodząc w skład oddziału krążowników kontradmirała O. Enkwista. Pierwsze strzały do japońskich krążowników „Aurora” oddała o 11:14, lecz wkrótce japoński zespół skrył się w mgle. Rosyjskie krążowniki pancernopokładowe przeszły następnie na prawą stronę kolumny pancerników i nie brały aktywnego udziału w starciu głównych sił, które rozpoczęło się po 13:30. Około godziny 14:30 od południa podeszło dziewięć japońskich krążowników 3. i 4. dywizjonu, zamierzając atakować statki transportowe, i wówczas do walki z przeważającym liczebnie przeciwnikiem ruszył zespół kontradmirała Enkwista, przede wszystkim flagowy „Oleg” i „Aurora”, wspierane przez dwa starsze i wolniejsze okręty („Dmitrij Donskoj” i „Władimir Monomach”) oraz słabszy „Swietłana” z zespołu rozpoznawczego. Mając przeciwnika po prawej, „Aurora” odniosła pierwsze uszkodzenia, skutkujące między innymi przebiciem w rejonie linii wodnej i przechyłem 4° na prawą burtę. Około 14:50 okręty trafiły jeszcze pod ogień krążowników pancernych „Kasuga” i „Nisshin”, ścigających pancerniki rosyjskie, i „Aurora” odniosła uszkodzenia także od trafień ciężkich pocisków z lewej burty. Na pokładzie dwukrotnie wybuchły pożary, lecz zostały opanowane. Okręt uniknął natomiast torpedy nadpływającej z lewej burty, która według rosyjskich relacji została zbita z kursu przez odkosy dziobowe wywołane przez ruch okrętu. Po godzinie 16 odłamki pocisku kalibru 76 mm, który eksplodował na schodach mostka, dostały się do wieży dowodzenia przez szeroką szczelinę obserwacyjną i śmiertelnie raniły dowódcę komandora J. Jegorjewa. Odłamki drugiego pocisku uszkodziły jedyny dalmierz na maszcie. Później przebicie odłamkami pocisku kalibru 203 mm w części dziobowej na linii wodnej spowodowało zalanie przedziału wyrzutni torped i konieczność zalania lewoburtowych zasobni węglowych dla kontrbalastowania. Dopiero po zapadnięciu ciemności japońskie krążowniki odstąpiły, lecz rozproszony zespół rosyjski był następnie atakowany przez niszczyciele. „Aurora” uniknęła dalszych strat, płynąc z małą prędkością już tylko z krążownikami „Oleg” i „Żemczug”.

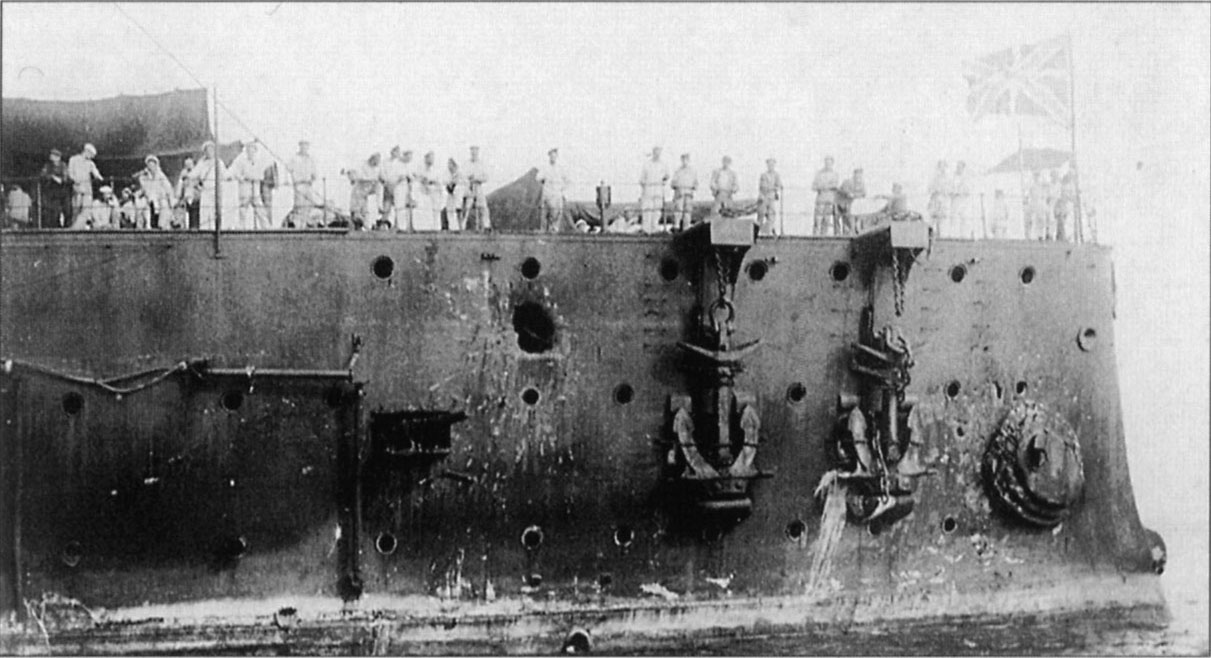
Uszkodzenia dziobu po bitwie pod Cuszimą

Nie mogąc przedrzeć się na północ w stronę Władywostoku, zredukowany liczebnie zespół krążowników skierował się na południe, wychodząc ze strefy działań i nie napotykając już sił japońskich. Następnego dnia na „Aurorę” przeniósł się z ciężej uszkodzonego „Olega” kontradmirał Enkwist, który zdecydował popłynąć na amerykańskie Filipiny w nadziei naprawy okrętów, uzupełnienia węgla i ponowienia próby przedarcia się do Władywostoku. Ogółem w toku walki z japońskimi krążownikami okręt otrzymał 18 lub według innych ocen 21 trafień. Zginęło jednak na miejscu tylko 10 ludzi, w tym dowódca jako jedyny oficer, lecz rannych było 88 (w tym 8 oficerów), z tego 8 zmarło. W tym, trzech oficerów było ciężko rannych, a pięciu lekko. Uszkodzono większość dział, z tego jedno rufowe prawoburtowe działo kalibru 152 mm i pięć dział 75 mm nie nadawały się do użytku. Oprócz licznych dziur po odłamkach, drugi i trzeci komin miały rozległe przebicia. W toku bitwy „Aurora” wystrzeliła 303 pociski 152 mm, 1282 pociski 75 mm i 320 pocisków 37 mm, z nieznanym skutkiem.
Na wodach Filipin Rosjanie zostali przyjęci przez silny amerykański zespół w składzie trzech pancerników i dwóch krążowników. 21 maja?/3 czerwca 1905 rosyjski zespół zdołał dotrzeć do amerykańskiej bazy w Manili, gdzie oceniono, że „Aurora” wymaga 30 dni remontu. Amerykanie nie zgodzili się jednak na dłuższy pobyt krążowników w celu odzyskania zdolności bojowej i 25 maja car Mikołaj II zezwolił na ich internowanie i rozbrojenie, a następnie pochwalił kontradmirała Enkwista i załogi krążowników za zachowanie podczas bitwy, mimo odwrotu z pola bitwy, w kontekście utraty pozostałych okrętów eskadry. Rannych oddano do szpitala i od razu rozpoczęto naprawy „Aurory” z udziałem firm miejscowych. Obawiając się wystąpień rewolucyjnych marynarzy po wieściach o buncie na pancerniku „Potiomkin”, Amerykanie przycumowali w pobliżu monitor USS „Monadnock”. 20 września do Manili przybył wyznaczony na nowego dowódcę okrętu komandor por. W. Barszcz. Po zawarciu pokoju w Portsmouth między Rosją a Japonią, okręty zostały 26 września zwolnione z internowania. 15?/28 października 1905 roku „Aurora” i „Oleg” wyszły do Sajgonu, gdzie dotarły pięć dni później, spotykając się z krążownikiem „Diana”. „Aurora” została tam dokowana 19 listopada, przy czym okazało się, że miedziane poszycie zdało egzamin, chroniąc kadłub przed porastaniem zwiększającym opory ruchu, w przeciwieństwie do „Olega”. 26 listopada „Aurora”, „Oleg” i przybyły z Władywostoku „Ałmaz” wyszły z Sajgonu i przez Cejlon i Kanał Sueski przeszły do Algieru, gdzie się rozdzieliły, po czym „Aurora” 19 lutego 1906 roku dotarła samotnie do Libawy. W ciągu kolejnych dni zwolniono do domów 330 zdemobilizowanych marynarzy, a 10 marca krążownik został wycofany do zbrojnej rezerwy.

### Przed I wojną światową

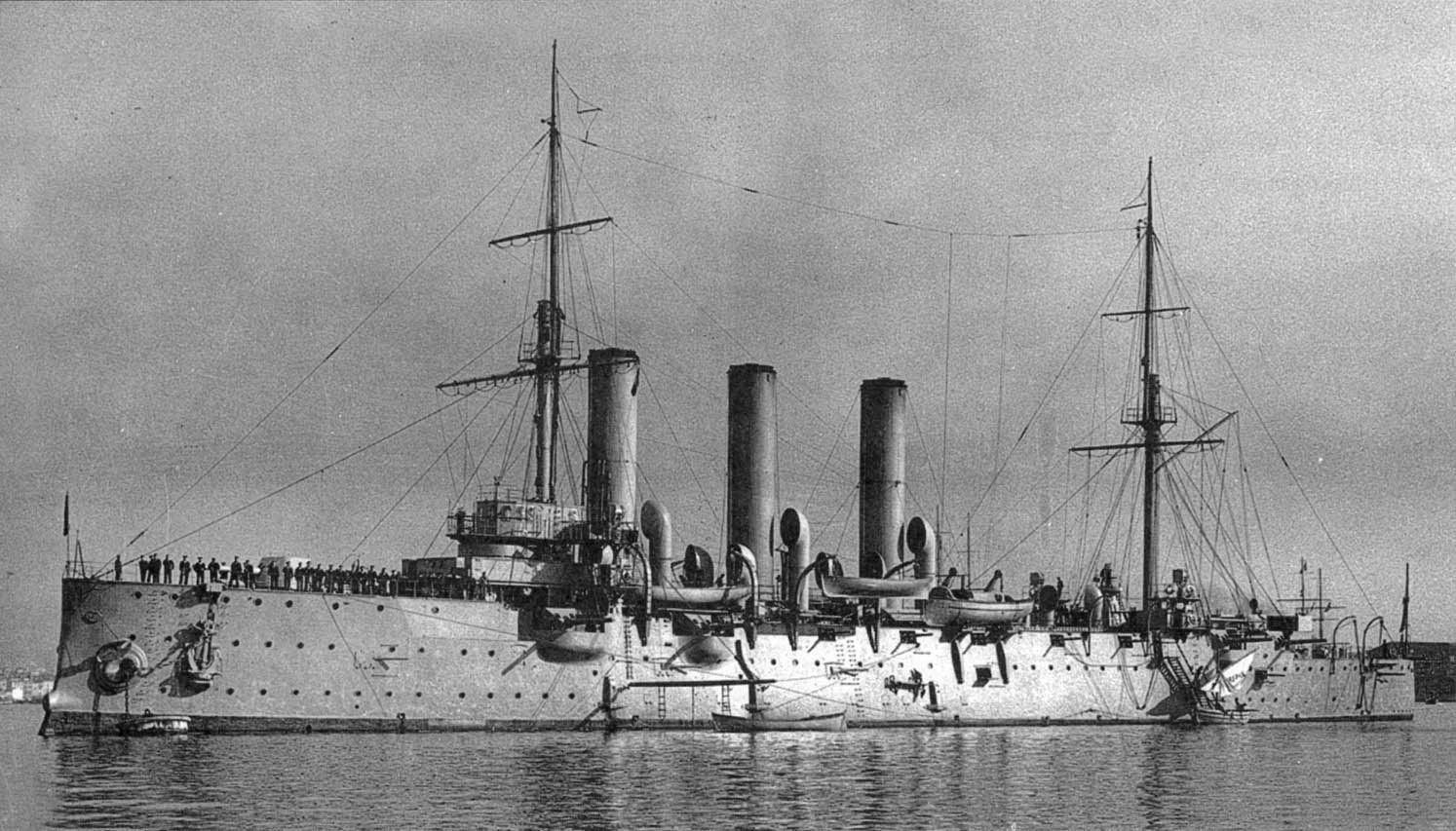
„Aurora” po wzmocnieniu uzbrojenia do 10 dział 152 mm w 1907 roku

Po powrocie na Bałtyk, „Aurora” została w kwietniu 1906 roku skierowana do remontu w Petersburgu. Główny inspektor budowy okrętów K. Ratnik (autor pierwotnego projektu krążowników) zaproponował wówczas wymienić na niej lub bliźniaczej „Dianie” burtowe maszyny parowe na turbiny, przy pozostawieniu środkowej maszyny parowej, co pozwoliłoby zebrać doświadczenia i zwiększyć walory okrętu, lecz pomysł ten nie został zaakceptowany. Podczas remontu przygotowano pomieszczenia mieszkalne dla szkolonych gardemarynów (podchorążych) i kadetów Korpusu Morskiego. Remont ukończono w maju 1907 roku, po czym okręt wyszedł w pierwszy rejs szkolny z gardemarynami po Bałyku, odwiedzając porty zagraniczne. We wrześniu 1907 roku okręt został przeklasyfikowany z krążownika I rangi na krążownik (ros. kriejsier), zgodnie z nową klasyfikacją. Również w pierwszej połowie 1908 roku był używany do szkolenia, odwiedzając m.in. Sztokholm (gdzie zbiegło 11 marynarzy z uwagi na trudne warunki służby). 13 sierpnia 1908 roku okręt trafił na dalszy roczny remont w Zakładzie Bałtyckim, podczas którego odremontowano siłownię i wymieniono dwa uszkodzone pod Cuszimą i załatane kominy. Wówczas też uzbrojenie zostało wzmocnione do 10 dział 152 mm, przy czym zdjęto cztery działa 75 mm. W tym okresie usunięto też zbędne wyrzutnie torped. Po remoncie, w sierpniu 1909 roku „Aurora” wraz z krążownikami „Diana” i „Bogatyr’” utworzyła zespół przeznaczony do pływania szkolnego, po czym od 1 października 1909 do końca marca 1910 roku okręty te odbyły rejs z gardemarynami z Libawy na Morze Śródziemne i z powrotem. Odwiedziły m.in. Algier, Bizertę, Smyrnę, Neapol, Tulon, Gibraltar, Vigo, Cherbourg i Kilonię, wykonując w morzu ćwiczenia zespołowe, w tym z krążownikiem „Oleg”, który dołączył z Krety. W kolejnych miesiącach „Aurora” służyła do szkolenia na Bałtyku, a 12 listopada wyszła sama w ponowny rejs szkolny na Morze Śródziemne z uczniami szkół podoficerskich, trwający do 31 marca 1911 roku. W lutym w Mesynie okręt uczestniczył w upamiętnieniu niedawnego udziału rosyjskich marynarzy w akcji ratunkowej po trzęsieniu ziemi, a jego marynarze udzielili z kolei pomocy w gaszeniu pożaru w mieście. Od 22 września 1911 do 16 lipca 1912 roku z kolei „Aurora” odbyła daleki rejs szkolny z uczniami szkół podoficerskich do Syjamu i Batawii na Jawie, przez Morze Śródziemne. Z Neapolu zabrała przy tym wielkiego księcia Borysa do Bangkoku na uroczystość koronacji króla Syjamu, gdzie dopłynęła 16?/29 listopada 1911 roku. W drodze powrotnej przez cztery miesiące od lutego 1912 roku reprezentowała Rosję na Krecie, stacjonując tam w składzie międzynarodowej eskadry zebranej w związku z podejmowanymi decyzjami co do przynależności wyspy. Od drugiej połowy 1912 roku do lata 1914 roku „Aurora” była używana do szkolenia na Bałtyku, w składzie zespołu okrętów Morskiego Korpusu, przechodząc ograniczone remonty podczas zimowania.

### I wojna światowa

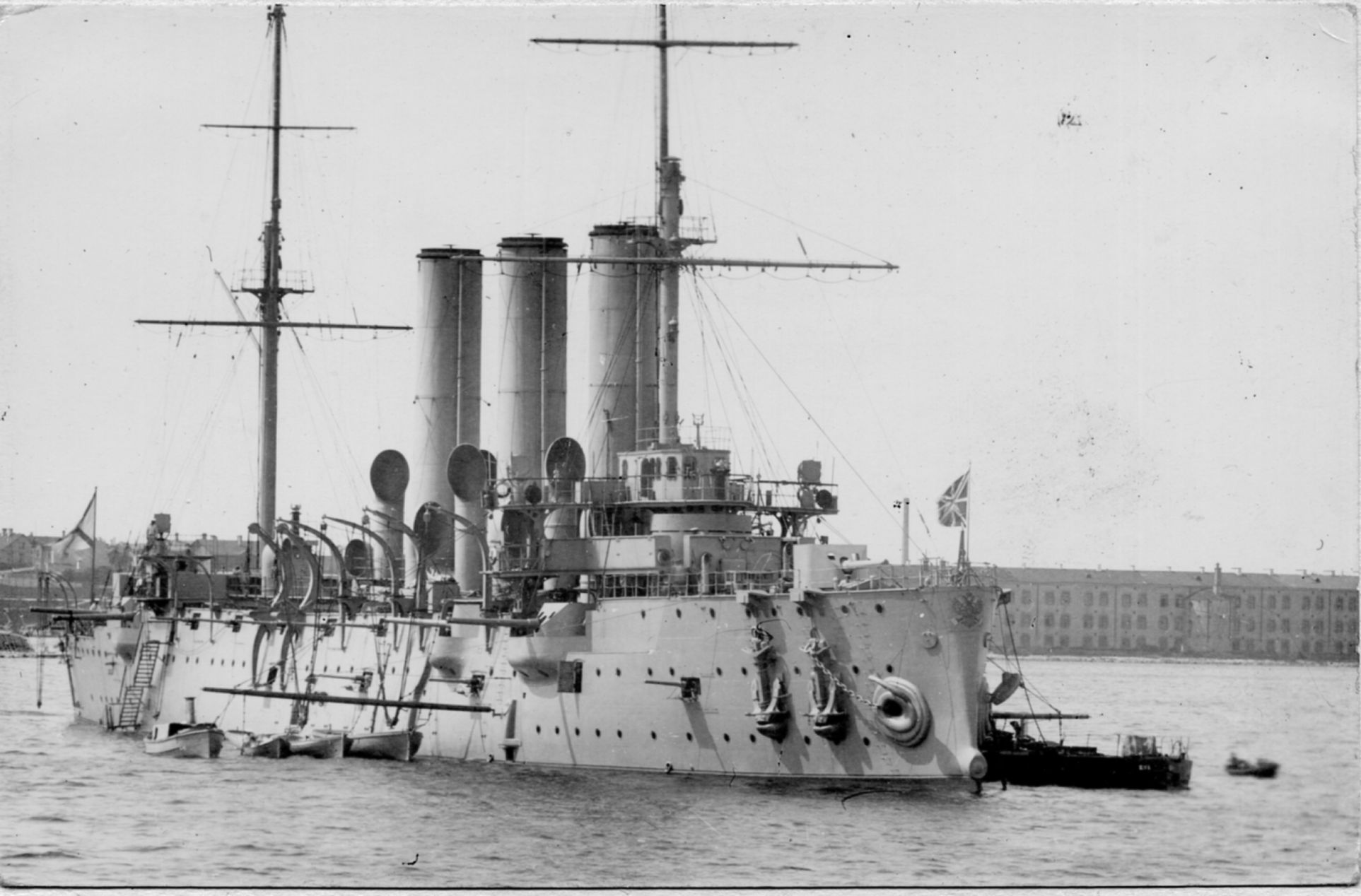
„Aurora” przed I wojną światową

Po wybuchu I wojny światowej, 16?/29 lipca 1914 roku „Aurora” została wcielona do 2 Brygady Krążowników Floty Bałtyckiej. Wraz z bliźniaczą „Dianą” pełniła w początkowym okresie służbę dozorową w Zatoce Fińskiej, bazując w Helsinkach (Sveaborgu), bez szczególnych wydarzeń. Pod koniec sierpnia osłaniały prace prowadzone na wraku niemieckiego krążownika „Magdeburg”. W ostatnim tygodniu grudnia 1914 roku oba okręty odbyły rejs patrolowy na zalodzonej Zatoce Botnickiej, po czym przeszły na zimowanie do Helsinek. Wówczas wyposażono je w tory minowe, przystosowując do stawiania min. 9 maja 1915 roku oba krążowniki przeszły na remont do Kronsztadu, połączony z przezbrojeniem, podczas którego na przełomie maja i czerwca wzmocniono uzbrojenie „Aurory”, zwiększając liczbę dział 152 mm do 14, kosztem dział kalibru 75 mm. „Aurora” nie miała jednak okazji wzięcia udziału w starciach z okrętami wroga, ani uczestniczenia w operacjach minowych. Od sierpnia 1915 roku ponownie patrolowała w Zatoce Botnickiej i w rejonie Wysp Alandzkich.
W pierwszej połowie 1916 roku „Aurora” służyła znowu do szkolenia gardemarynów, przydzielona do Morskiego Korpusu. Otrzymała wówczas podczas zimowania uzbrojenie przeciwlotnicze – działko automatyczne kalibru 40 mm Vickersa i dwa działa przeciwlotnicze kalibru 75 mm, a w lipcu kolejne dwa. Pod koniec lipca 1916 roku „Aurora” została skierowana do patrolowania Zatoki Ryskiej, gdzie była już „Diana”, przy czym trzeba było odciążyć okręt dla umożliwienia jego przejścia przez płytką cieśninę Moonsund, zdejmując m.in. zapasową kotwicę i pozostałe cztery działa 75 mm artylerii pomocniczej. „Aurora” przebywała tam jedynie do sierpnia, walcząc z niemieckim lotnictwem i osłaniając własne stawiacze min i torpedowce, po czym pod koniec tego miesiąca powróciła do Sveaborgu. Według części źródeł, wraz z innymi okrętami także wspierała oddziały lądowe. Następnie 6 września przeszła do Kronsztadu, gdzie podjęto przygotowawcze prace demontażowe do remontu, a 25 października 1916 roku przeholowano ją na kapitalny remont do macierzystej Stoczni Admiralicji w Piotrogrodzie.

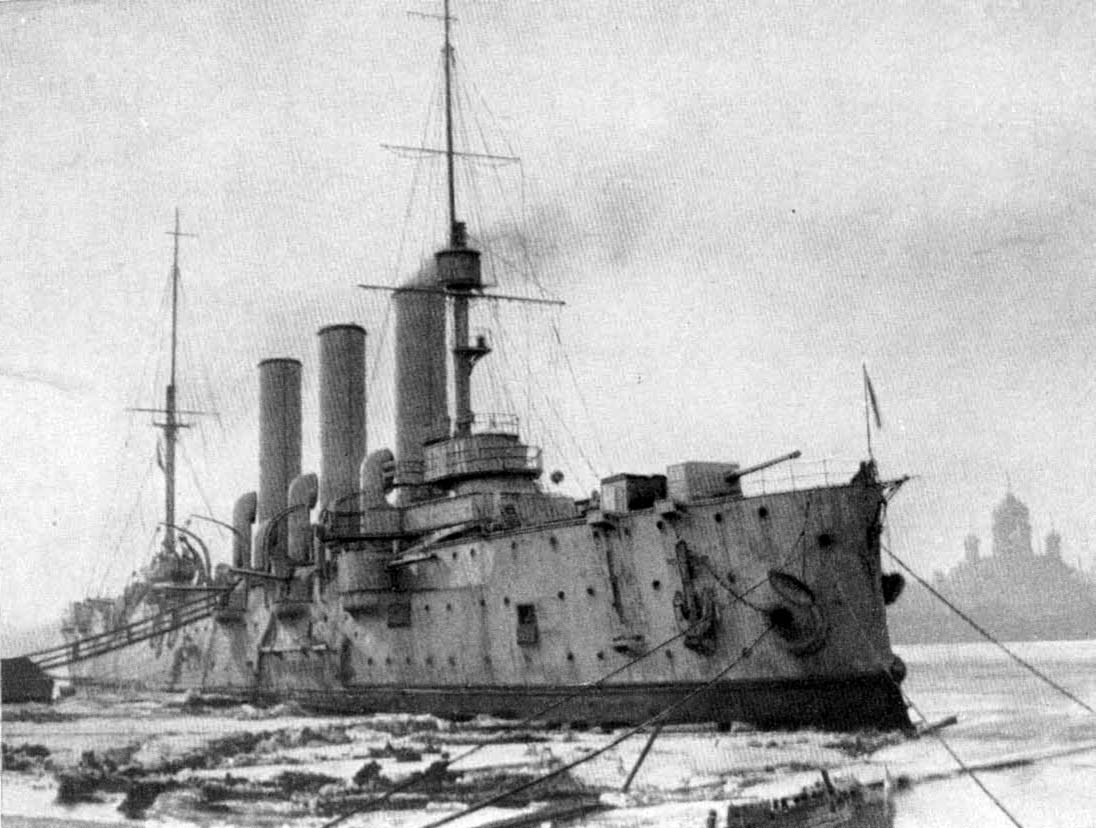
„Aurora” podczas remontu w 1917 roku

W trakcie remontu między innymi wykonano nowe podwójne dno pod przedziałami siłowni, fundamenty kotłów i maszyn oraz kominy, a Zakład Francusko-Rosyjski wyremontował maszyny i wykonał nowe 24 kotły systemu Belleville-Dołgolenko. Podczas przymusowego postoju w stoczni marynarze ulegali jednak panującej w Piotrogrodzie atmosferze rewolucyjnej i agitacji komunistycznej, ułatwionej przez braki w zaopatrzeniu – aczkolwiek w przypadku „Aurory”, mającej w dużej części „starą” załogę, nie było początkowo problemów z dyscypliną. Podczas burżuazyjnej rewolucji lutowej doszło jednak do incydentu, gdy próbujący trzymać dyscyplinę twardą ręką dowódca okrętu komandor M. Nikolski i starszy oficer kapitan P. Organowicz aresztowali trzech agitatorów, po czym otworzyli ogień z rewolwerów do marynarzy, którzy nie chcieli się rozejść, raniąc trzech z nich, w tym jednego śmiertelnie. Następnego dnia 28 lutego?/13 marca 1917 roku delegacja robotników przyszła na okręt z żądaniem aresztowania sprawców, co doprowadziło do zastrzelenia kmdra Nikolskiego na brzegu przez marynarzy, gdy odmówił niesienia czerwonego sztandaru, oraz ranienia bagnetem w szyję starszego oficera. Zabito jeszcze na okręcie jednego podoficera. 1/14 marca powołano na „Aurorze” komitet okrętowy – pierwszy we flocie, który decydował o istotniejszych sprawach i wybierał dowódcę. Od września dowódcą okrętu był kapitan marynarki N. Erikson, wyznaczony przez komitet i w praktyce przymusowo wykonujący jego polecenia. W mieście trwały zaś w tym czasie przygotowania do rewolucji bolszewików, którzy zdobywali wpływy w komitecie okrętowym. Przewodniczący komitetu okrętowego maszynista Aleksandr Biełyszew został wyznaczony okrętowym komisarzem przez Komitet Wojenno-Rewolucyjny (WRK) Piotrogrodzkiej Rady Delegatów Robotniczych i Żołnierskich. 19 października 1917 roku dowództwo floty nakazało okrętowi wyjść z Piotrogrodu na próby morskie po remoncie, co zostało zignorowane.

### Rewolucja październikowa
24 października?/6 listopada na polecenie Komitetu Wojenno-Rewolucyjnego krążownik wypłynął ze stoczni na Dużą Newę i zakotwiczył obok zajętego przez junkrów Mostu Nikołajewskiego, który następnie opanowali bez walki marynarze. 25 października?/7 listopada 1917 o godzinie 21:45 z dziobowego działa „Aurory” stojącej na Newie, oddano jedyny strzał ślepym nabojem, na komendę okrętowego komisarza Biełyszewa. Nastąpiło to zgodnie z wcześniejszymi ustaleniami, pięć minut po sygnale w postaci strzału z armaty kalibru 76 mm z Twierdzy Pietropawłowskiej o 21:40. Kilkanaście minut później oddziały bolszewickie podjęły pierwszą próbę dostania się do Pałacu Zimowego – siedziby Rządu Tymczasowego, odpartą ogniem karabinów. Dopiero około północy Pałac Zimowy został krótko ostrzelany z armat pobliskiej twierdzy, po czym już bez większego szturmu, ani większego oporu, został opanowany przez bolszewików. Wbrew kolportowanej wkrótce po tym wersji, krążownik natomiast nie ostrzeliwał Pałacu Zimowego ostrą amunicją. Dopiero począwszy od 10. rocznicy rewolucji, strzał „Aurory” został szeroko spopularyzowany w propagandzie komunistycznej jako umówiony sygnał do szturmu na Pałac Zimowy, który zapoczątkował całą zwycięską bolszewicką rewolucję październikową. Relacje uczestników zdarzenia jednak nie potwierdzały, żeby strzał „Aurory” miał być sygnałem do ataku, zwłaszcza że już wcześniej strzelały działa Twierdzy Pietropawłowskiej. Sami marynarze „Aurory” z komisarzem Biełyszewem w liście otwartym w gazecie „Prawda” dwa dni później zdementowali pogłoski, że okręt ostrzeliwał Pałac Zimowy, tłumacząc że jego artyleria zaszkodziłaby mieszkańcom, „nie pozostawiając kamienia na kamieniu” z pałacu i przyległych ulic, natomiast stwierdzili, że ich wystrzał miał jedynie zaalarmować pozostałe okręty na Newie do stanu czujności i gotowości.

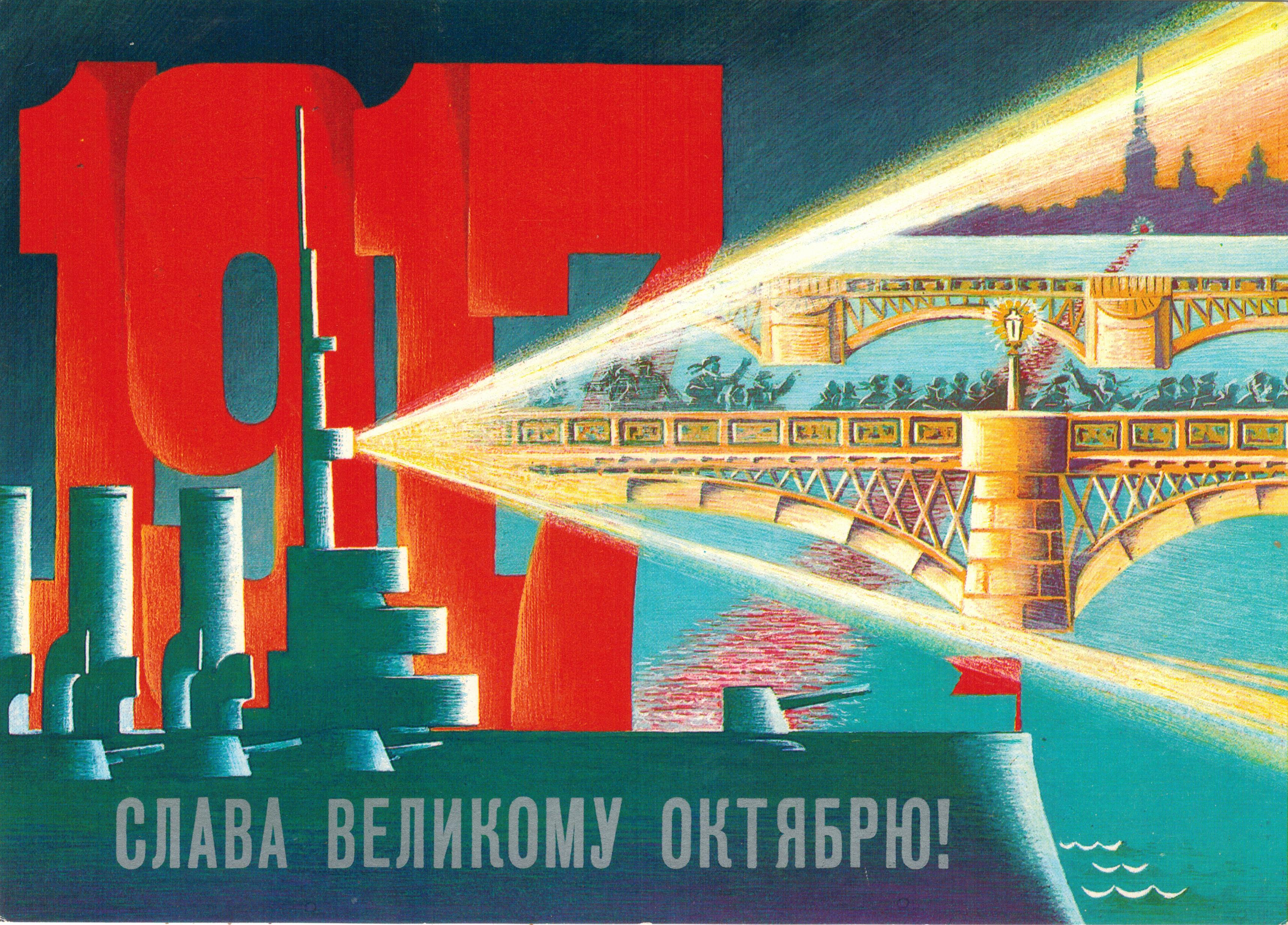
Pocztówka propagandowa ZSRR z 1987 roku

28 października „Aurora” powróciła do stoczni dla ukończenia remontu, po czym 28 listopada wyszła do Sveaborga w celu dołączenia do 2 Brygady Krążowników. Następnie z uwagi na zagrożenie dla bazy w Helsinkach, między 22 a 27 grudnia 1917 roku powróciła do Piotrogrodu wraz z krążownikami „Rossija” i „Diana” w trudnych warunkach zalodzenia Zatoki Fińskiej, w tzw. lodowym przejściu, z pomocą lodołamacza „Jermak”. 16 maja 1918 roku 2 Brygada Krążowników została rozformowana, a jej okręty wycofane do rezerwy. Z uwagi na braki załóg oraz potrzeby frontu lądowego, 29 lipca 1918 roku „Aurora” przeszła do Kronsztadu, gdzie została rozbrojona i odstawiona na konserwację, podobnie jak bliźniacza „Diana”. Planowano zatopić oba okręty w celu zablokowania portu, gdyby Niemcy wznowili działania wojenne przeciw Rosji radzieckiej. Krążowniki zostały następnie rozbrojone i ich działa trafiły do baterii nadbrzeżnych, kolejowych i na okręty flotylli rzecznych walczące w wojnie domowej. Ponownie przygotowywano zatopienie okrętów na torze wodnym w razie podejścia brytyjskiej floty interwencyjnej w 1919 roku, podczas ofensywy gen. Judenicza. W tym okresie „Aurora” utraciła obie kotwice, pozostawione na dnie z powodu trudności z ich wybraniem przez załogę szkieletową przy holowaniu do Kronsztadu w 1918 roku, a następnie wyprowadzaniu go w celu ewentualnego zatopienia. Dopiero po wojnie domowej władze radzieckie przystąpiły do odtwarzania floty. Większość starych krążowników, w tym „Dianę”, sprzedano w 1922 roku na złom, lecz zdecydowano zachować „Aurorę” do celów szkolnych, wyłącznie z powodu jej lepszego stanu technicznego po niedawnym remoncie.

### Okres międzywojenny i II wojna światowa

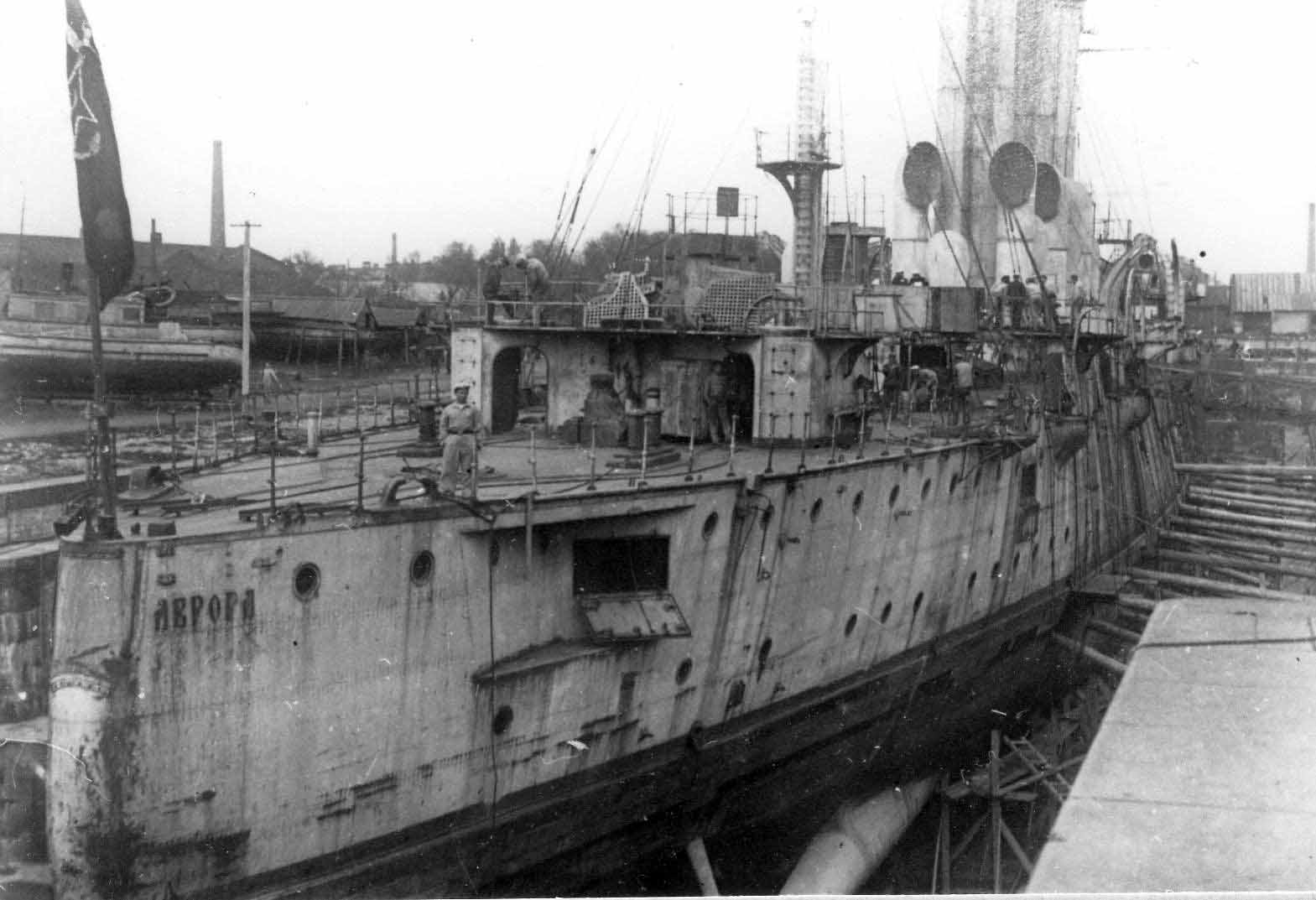
„Aurora” w remoncie w 1923 roku

30 października 1922 roku wyznaczono dowódcę okrętu A. Polenowa (byłego porucznika z „Aurory”) i sformowano jego załogę. 11 grudnia 1922 roku „Aurora” została przejęta przez załogę, która przystąpiła do jej reaktywacji. W maju 1923 roku była dokowana w Kronsztadzie, a następnie uzbrojona w 10 dział kalibru 130 mm oraz dwa działa przeciwlotnicze 76,2 mm Lendera. 18 lipca 1923 roku okręt przeszedł próby morskie i rozpoczął kampanię w charakterze krążownika szkolnego. Jeszcze w tym roku odbył rejs szkolny pod Gotlandię, a jesienią wziął udział w manewrach Floty Bałtyckiej. 3 sierpnia symboliczny patronat („szefostwo”) nad okrętem objął Centralny Komitet Wykonawczy ZSRR. W 1924 i 1925 roku „Aurora” z okrętem szkolnym „Komsomoł” odbyła dalekie rejsy szkolne wokół Skandynawii do Murmańska i Archangielska, odwiedzając Bergen i Trondheim, a za drugim razem także Göteborg. W 1926 roku z rejsów zagranicznych odwiedziła jedynie w sierpniu Zatokę Kilońską.
Przed 10. rocznicą rewolucji październikowej, 2 listopada 1927 roku okręt został odznaczony Orderem Czerwonego Sztandaru. „Aurora” zagrała też w tym roku w filmie Październik: 10 dni, które wstrząsnęły światem, odtwarzającym sugestywną propagandową wizję masowego szturmu na Pałac Zimowy po wystrzale z krążownika. Przyczyniło się to do następującego po tym utrwalenia wizerunku okrętu jako symbolu rewolucji. W sierpniu 1928 roku „Aurora” powróciła do rejsów zagranicznych, odwiedzając Kopenhagę w Danii, a między 15 a 24 sierpnia 1929 roku odwiedziła niemieckie Świnoujście (z krążownikiem „Profintern”). W 1929 roku rozważano przebudowę okrętu na stawiacz min, lecz do tego nie doszło. W lipcu-sierpniu 1930 roku „Aurora” odbyła ostatni rejs zagraniczny – trzeci raz wokół Skandynawii, odwiedzając Oslo i Bergen. W kolejnych latach służyła już tylko na Bałtyku. Mimo pogarszającego się stanu kotłów, w 1933 roku jeszcze rozwinęła prędkość 17,5 węzła. Po zakończeniu ostatniej kampanii, w październiku 1933 roku okręt został skierowany na remont do stoczni im. A. Marti w Leningradzie – dawnej macierzystej Stoczni Admiralicji w Petersburgu. Zamierzano wymienić kotły na 10 kotłów Yarrow, lecz w 1935 roku w związku z przestarzałością okrętu podjęto decyzję o rezygnacji z remontu kotłowni i zakończeniu prac na wykonanym etapie. Z widocznych zmian, dokonano podczas remontu przeróbki kluz kotwicznych. Po remoncie „Aurora” służyła już tylko jako stacjonarny hulk szkolny bez napędu, kotwiczony w miesiącach letnich na redzie Kronsztadu, a zimą służący jako okręt-baza okrętów podwodnych w Leningradzie lub Oranienbaumie.

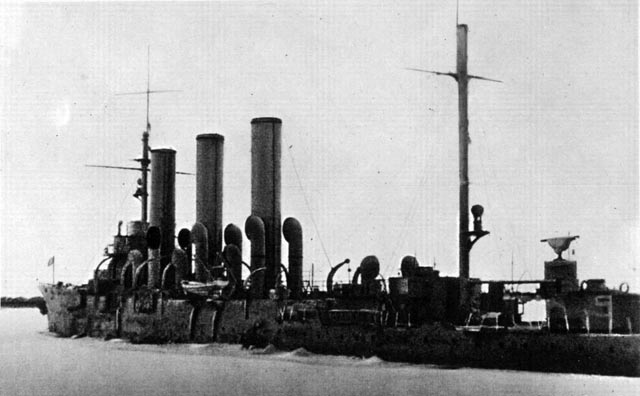
„Aurora” osadzona na dnie w Oranienbaumie, 1944 rok

Po ataku Niemiec na ZSRR w czasie II wojny światowej okręt nie był używany, stojąc w Oranienbaumie, a jego załoga została przeniesiona na inne okręty i front lądowy. Na początku lipca 1941 roku zdjęto z niego działa, pozostawiając tylko pojedyncze armaty kalibru 130 mm, 76 mm (34-K) i 45 mm (21-K). Lżejsze działa ustawiono na trzech kanonierkach Flotylli Czudzkiej walczących na jeziorze Pejpus („Issa”, „Narowa” i „Embach”), a armaty 130 mm ustawiono na lądzie jako 1. baterię „A” (od Aurora) Dywizjonu Artylerii Specjalnego Przeznaczenia Morskiej Obrony Leningradu. Bateria ta wspierała oddziały 42. Armii na południowy zachód od miasta w walkach od 6 do 13 września 1941 roku, kiedy została utracona. Od 8 września 1941 roku szkieletowa załoga „Aurory” walczyła pozostałymi dwoma armatami przeciwlotniczymi i karabinem maszynowym z niemieckimi nalotami na port. 16 września wystrzelono 138 pocisków kalibru 76 mm, i według obserwatorów, zestrzelono jeden samolot. Z powodu dymu z komina, ułatwiającego orientację Niemcom, dowództwo rozkazało wygasić ostatni kocioł na „Aurorze”, służący dla mechanizmów pomocniczych, w tym pomp i turbogeneratorów prądu. Z uwagi na zagrożenie zniszczenia unieruchomionego okrętu przez bomby i artylerię, jego dowódca kmdr ppor. Sakow przeniósł załogę na ląd, gdzie urządzono ziemianki, pozostawiając na okręcie jedynie wachtę bojową, lecz na skutek tego 20 września został aresztowany pod zarzutem opuszczenia okrętu i „panikarstwa”, po czym skazany na rozstrzelanie przez trybunał wojskowy w Kronsztadzie. Począwszy od 21 września okręt został kilka razy uszkodzony odłamkami bomb, a przede wszystkim pociskami artylerii niemieckiej, aż 30 września 1941 roku zatonął na płyciźnie w porcie w Oranienbaumie. W celu uniknięcia wywrócenia się okrętu, zatopiono lewoburtowy przedział maszynowni, wobec czego osiadł on na równej stępce na głębokości 9 m, z wystającymi nad wodę pomieszczeniami górnego pokładu. 21-osobowa załoga wówczas już z zezwoleniem dowództwa przeniosła się na ląd. Na przełomie listopada i grudnia zdemontowano siłami załogi wyposażenie, w tym działo 130 mm, które w styczniu ustawiono na improwizowanym pociągu pancernym nr 7 „Bałtijec”. Na wpółzatopionym okręcie nadal podnoszona była bandera i proporzec dziobowy.

### Po II wojnie światowej – okręt-muzeum

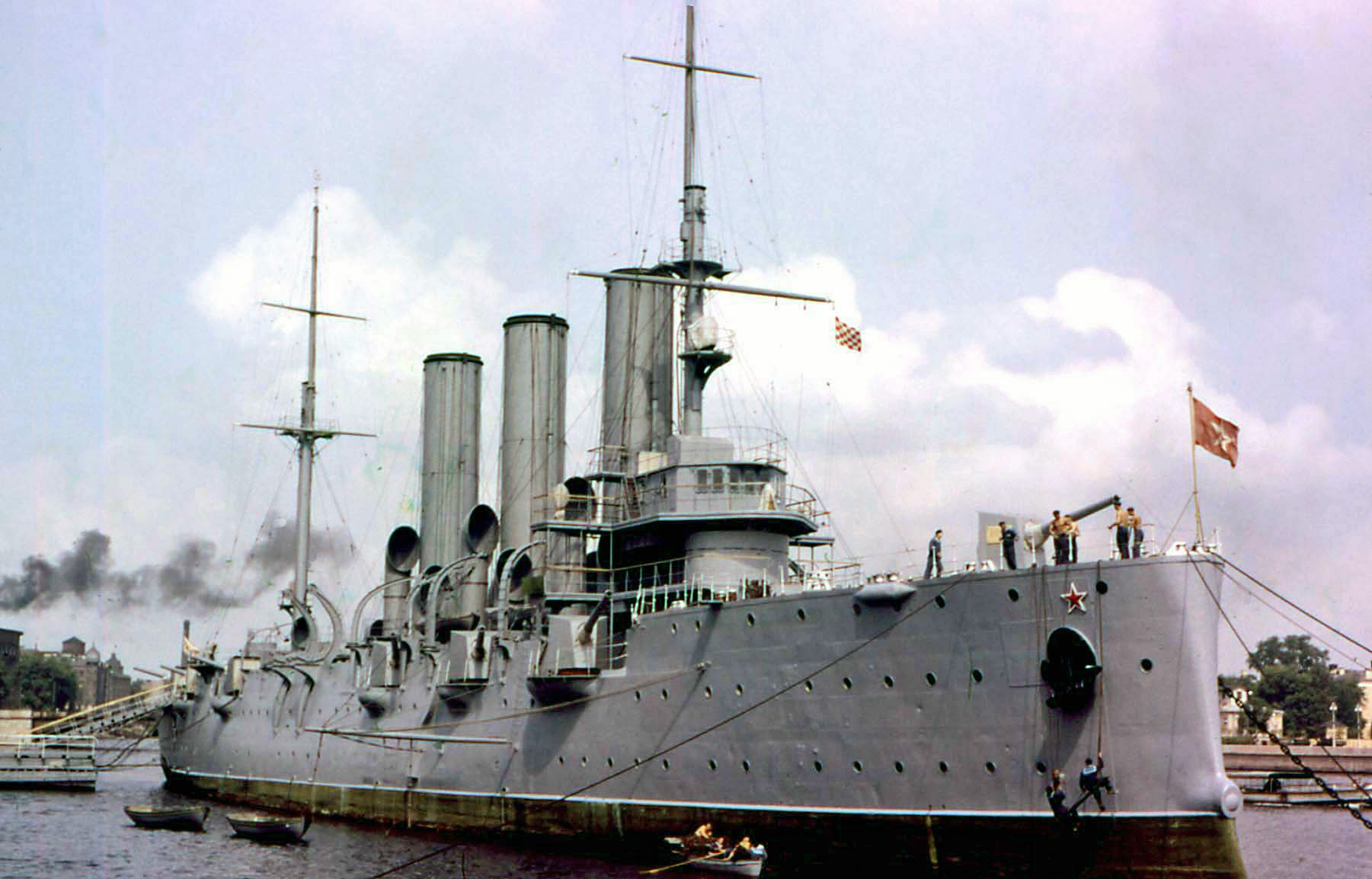
„Aurora” w Leningradzie w 1961 roku. Widoczne zmodyfikowane kluzy kotwiczne.

Po zniesieniu blokady Leningradu, pojawiły się w dowództwie floty propozycje, które znalazły poparcie Andrieja Żdanowa, żeby krążownik wyremontować i zachować jako hulk szkolny i pomnik rewolucji. Zdecydowano przekazać go na uzupełniającą siedzibę dla nowo utworzonej Nachimowskiej Szkoły Marynarki Wojennej, ulokowanej w gmachu na Wyspie Piotrogrodzkiej, przy rozwidleniu Newy i Wielkiej Newki. 20 lipca 1944 roku okręt został podniesiony z dna, po czym odholowany do Leningradu. Z powodu nieszczelności jednego z zaworów dennych i obawy wywrócenia, 4 maja 1945 roku trzeba było ponownie zatopić okręt na płyciźnie w porcie handlowym w Leningradzie, po czym 24 maja go ponownie podniesiono i 14 lipca zadokowano w Kronsztadzie, rozpoczynając trzyletni remont.
Z powodu trudności przeprowadzenia w zrujnowanym wojną Leningradzie wymaganego kompleksowego remontu poszycia, znajdującego się w złym stanie, zdecydowano się na rozwiązanie prowizoryczne. Między kwietniem a lipcem 1946 roku podwodną część kadłuba pokryto od wewnątrz warstwą żelbetonu grubości 5–9 cm, o masie 450 ton, mającej zabezpieczyć wnętrze przed przeciekami. Usunięto dwie zewnętrzne maszyny parowe i ich wały, wszystkie trzy śruby i pozostałe kotły. W kadłubie utworzono nowe pomieszczenia szkolne, wykładowe, mieszkalne i socjalne, montując nowe instalacje, dwa kotły pomocnicze i dwa generatory. Wygląd zewnętrzny okrętu przybliżono do historycznego stanu z 1917 roku, między innymi odszukano w arsenałach i zainstalowano 14 armat kalibru 152 mm, jednakże 11 z nich pochodziło z artylerii nadbrzeżnej i różniło się od dział morskich podstawami oraz płytszymi maskami przeciwodłamkowymi, natomiast pozostałe trzy działa nie miały masek, które dorobiono na wzór pozostałych. Adaptacje spowodowały utratę historycznego wnętrza okrętu, jednakże podkreśla się, że bez ich przeprowadzenia nie doszłoby do jego zachowania. W międzyczasie „Aurora” między 15 lipca a 29 września 1947 roku zagrała rolę krążownika „Wariag” w filmie o tym samym tytule, „ucharakteryzowana” przez dostawienie czwartego komina, zmianę kształtu kominów i rozmieszczenia dział dziobowych, pozbawionych masek. Przed rocznicą rewolucji październikowej w listopadzie 1947 roku „Aurora” została zademonstrowana na Newie, po czym wróciła do remontu. Po ukończeniu remontu i adaptacji, została 17 listopada 1948 roku zakotwiczona na Wielkiej Newce w Leningradzie, przy budynku Nachimowskiej Szkoły Marynarki Wojennej. Już w 1950 roku siłami załogi urządzono w sali kinowej na dziobie niewielkie muzeum z pamiątkami, które w 1956 roku zostało filią Centralnego Muzeum Marynarki Wojennej. 30 sierpnia 1960 roku postanowieniem Rady Ministrów RFSRR została uznana za zabytek objęty ochroną. W 1961 roku okręt przestał pełnić funkcje szkolne i został zwrócony przez Nachimowską Szkołę Marynarki Wojennej dowództwu leningradzkiej bazy morskiej. Ekspozycja muzealna wówczas została poszerzona i stała się ogólnodostępna dla publiczności. Okręt stał się od tej pory jedną z „wizytówek” i najpopularniejszych atrakcji miasta. 22 lutego 1968 roku „Aurora” została odznaczona Orderem Rewolucji Październikowej, ustanowionym w 1967 roku i zawierającym w swojej odznace jej wizerunek.

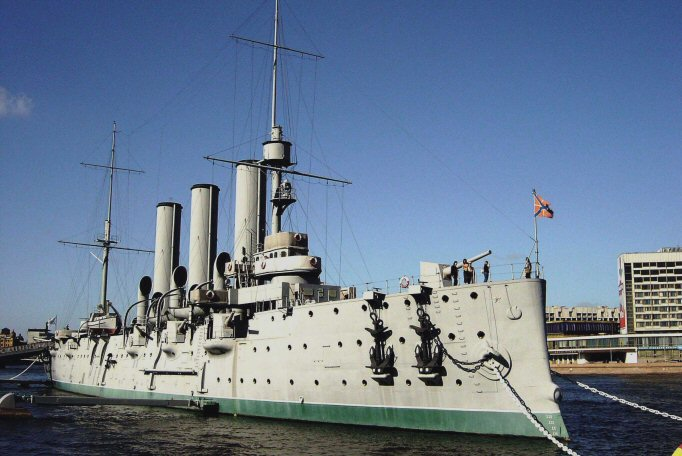
„Aurora” w Petersburgu w 2002 roku

Mimo dwóch remontów, w latach 1957–1958 i 1965–1969, stan techniczny kadłuba okrętu się pogarszał i w latach 70. zagrażał jego pływalności. Przy braku własnych odtworzonych systemów osuszania, trzeba było co jakiś czas odpompowywać z kadłuba wodę. W 1983 roku zdecydowano poddać okręt radykalnej rekonstrukcji, której projekt opracowano w styczniu 1984 roku pod numerem 01917. W konsekwencji, między 14 sierpnia 1984 a 12 sierpnia 1987 roku „Aurora” przeszła generalny remont w stoczni im. A.A. Żdanowa, po którym jej wygląd przybliżono w jeszcze większym stopniu do historycznego, przy czym jednak znaczną część oryginalnej konstrukcji okrętu zastąpiono nową. Przede wszystkim odcięto całą część podwodną i zbudowano nową ze współczesnych materiałów, zachowując jedynie wymiary i kształt, kładąc pod nią stępkę 21 lutego 1985 roku. Wykorzystano przy tym oryginalną stewę dziobową i rufową ze sterem i większą część skorupowego pokładu pancernego (bez 13% płyt). Zamontowano również oryginalną środkową maszynę parową i makiety kotłów. W remont zaangażowane były także inne stocznie i zakłady, w tym sekcję dziobową wykonała Stocznia Bałtycka, a rufową Stocznia Admiralicji. Założeniem było przywrócenie wyglądu nadbudówek, masztów, kominów, nawiewników i pokrycie odkrytego pokładu drewnem tekowym, jednak pozostały nieoryginalne maski i podstawy dział. Odcięta część podwodna, o wyporności ok. 2000 ton, miała być złomowana, lecz okazało się to nieopłacalne z powodu zalegającego betonu i w 1988 roku została ona zatopiona w Zatoce Fińskiej około 100 km od Leningradu, koło wsi Ruczi, jako podstawa zaplanowanego tam mola. 18 kwietnia 1987 roku „Aurora” została ponownie zwodowana. 16 sierpnia 1987 roku okręt przeholowano na dawne miejsce na Wielkiej Newce i tam sztywno przymocowano do nabrzeża przy pomocy dwóch ruchomych legarów. 2 października, przed 70. rocznicą rewolucji, okręt został ponownie udostępniony do zwiedzania. Po rozpadzie ZSRR, 26 lipca 1992 roku okręt podniósł ponownie banderę rosyjską. Kolejny dwuletni remont w stoczni w Kronsztadzie dobiegł końca w lipcu 2016 roku. W 2018 roku na pokładzie okrętu odtworzono cerkiew wojskową, która działała na „Aurorze” przed rokiem 1917.
| Lista dowódców (od 1901 do 1948) | Lista dowódców (od 1901 do 1948) | Lista dowódców (od 1901 do 1948) | Lista dowódców (od 1901 do 1948) |
| --- | -------------------------------- | -------------------------------- | -------------------------------- |
| Imię i nazwisko | od                               | do                               | uwagi, źródło danych             |
| kmdr A. Mielnicki |                                  |                                  | w trakcie budowy                 |
| kmdr Iwan Suchotin | styczeń 1901                     | 11/24 lipca 1904                 | [ 106 ] [ 62 ]                   |
| kmdr Jewgienij Jegorjew | 11/24 lipca 1904                 | 14/27 maja 1905†                 | [ 62 ]                           |
| kmdr por. Arkadij Niebolsin | 14/27 maja 1905                  | wrzesień 1905                    | starszy oficer (p.o. dowódcy)    |
| kmdr por./kmdr Witold Barszcz | 20 września 1905                 | marzec 1908                      | od 6 grudnia 1905 komandor       |
| kmdr Wasilij Ferzen | marzec 1908                      | styczeń 1909                     | [ 106 ]                          |
| kmdr Piotr Leskow | styczeń 1909                     | sierpień 1912                    | [ 106 ]                          |
| kmdr Leonid Opacki | sierpień 1912                    | grudzień 1912                    | [ 106 ]                          |
| kmdr Dmitirij Swiesznikow | grudzień 1912                    | kwiecień 1913                    | [ 106 ]                          |
| kmdr Wiktor Karcow | kwiecień 1913                    | 16 lipca 1914                    | [ 106 ] [ 82 ]                   |
| kmdr Grigorij Butakow | 16 lipca 1914                    | luty 1916                        | [ 106 ] [ 82 ]                   |
| kmdr Michaił Nikolski | luty 1916                        | 28 lutego/13 marca 1917†         | [ 28 ] [ 106 ]                   |
| kmdr ppor. Nikołaj Nikonow | marzec 1917                      | wrzesień 1917                    | [ 28 ] [ 106 ]                   |
| kpt. mar. Nikołaj Erikson | wrzesień 1917                    | lipiec 1918                      | [ 28 ] [ 106 ]                   |
| Lew Polenow | 30 października 1922             | styczeń 1928                     | stanowisko komandir RKKF         |
| Aleksandr Lejer | styczeń 1928                     | wrzesień 1930                    | stanowisko komandir RKKF         |
| Gordiej Lewczenko | wrzesień 1930                    | czerwiec 1931                    | stanowisko komandir RKKF         |
| Aleksandr Aleksandrow | czerwiec 1931                    | grudzień 1931                    | stanowisko komandir RKKF         |
| Konstantin Andreus | grudzień 1931                    | marzec 1932                      | pełniący obowiązki               |
| Apołłon Kuzniecow | marzec 1932                      | październik 1934                 | stanowisko komandir RKKF         |
| kmdr por. Walentin Emme | październik 1934                 | styczeń 1938                     | [ 107 ]                          |
| kmdr por. Grigorij Arsenijew | styczeń 1938                     | wrzesień 1938                    | [ 107 ]                          |
| kmdr por. Fiodor Jakowlew | wrzesień 1938                    | sierpień 1940                    | [ 107 ]                          |
| kmdr ppor. Grigorij Gładkij | sierpień 1940                    | marzec 1941                      | stopień kapitan 3-go ranga       |
| kmdr ppor. Iwan Sakow | marzec 1941                      | wrzesień 1941                    | stopień kapitan 3-go ranga       |
| kmdr ppor. Piotr Griszyn | październik 1941                 | lipiec 1943                      | stopień starszyj lejtienant      |
| kmdr por. Pawieł Doronin | lipiec 1943                      | sierpień 1948                    | [ 107 ]                          |
| Stopnie we flocie carskiej: kapitan 1-go ranga – komandor, kapitan 2-go ranga – komandor porucznik, starszyj lejtienant – komandor podporucznik, lejtienant – kapitan marynarki. |                                  |                                  |                                  |

## Galeria

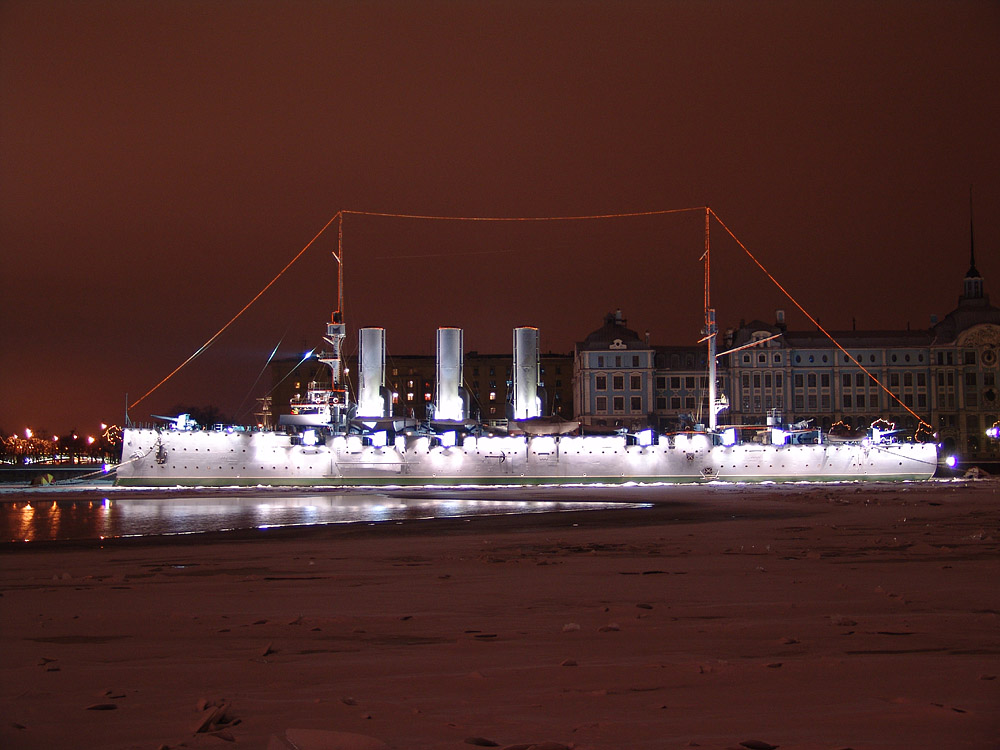
„Aurora” nocą
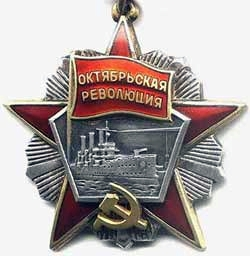
Order Rewolucji Październikowej przedstawiający krążownik „Aurora”
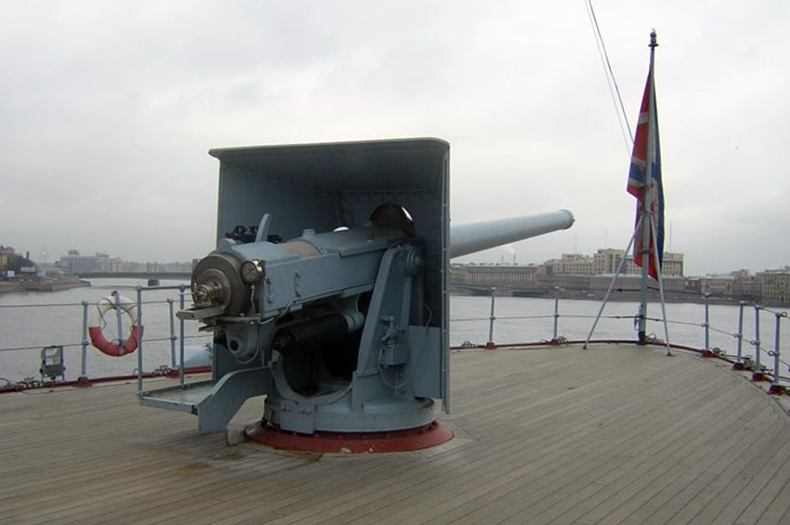
Działo dziobowe. Z działa na tej pozycji oddano strzał 7 listopada 1917 roku.
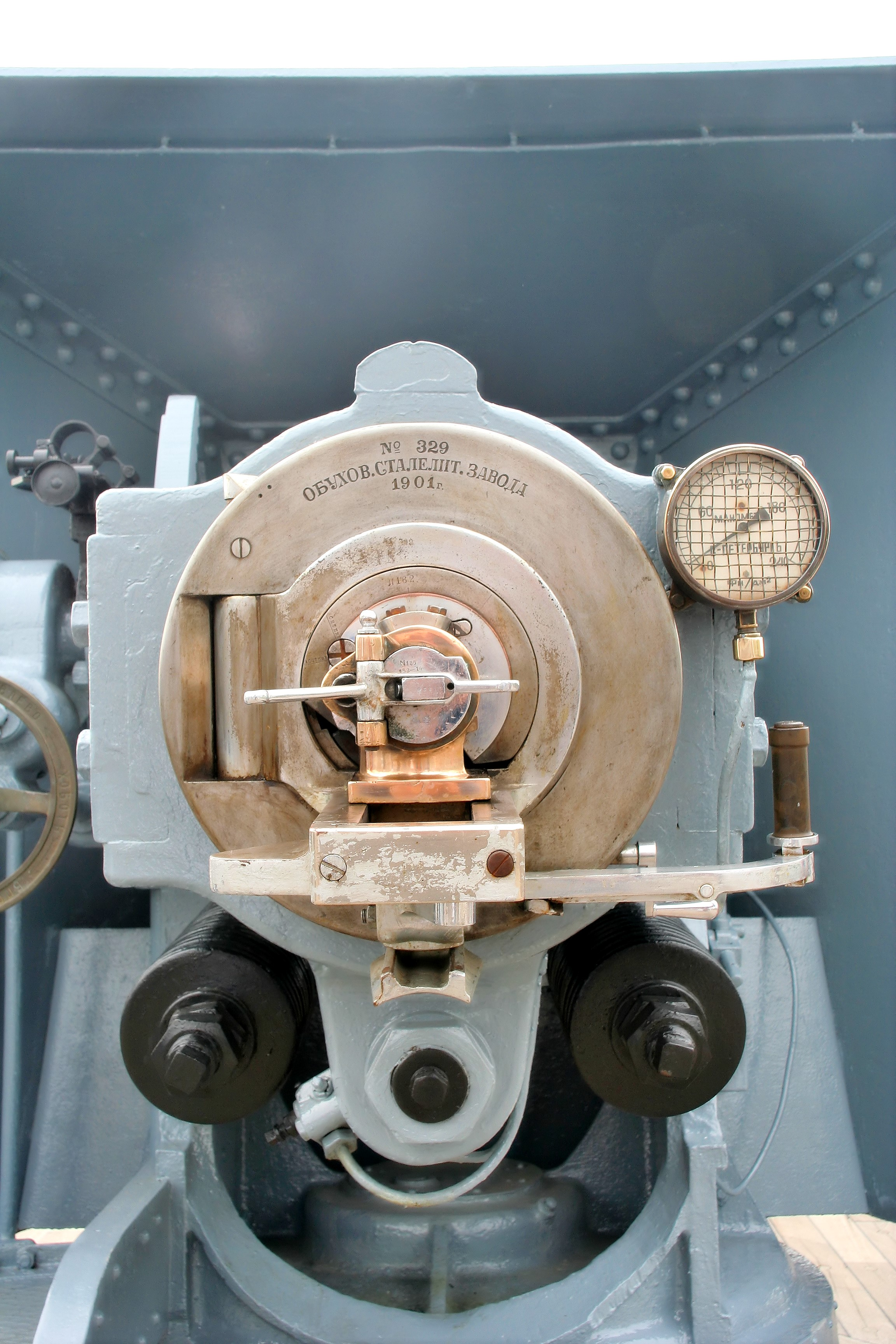
Zamek działa
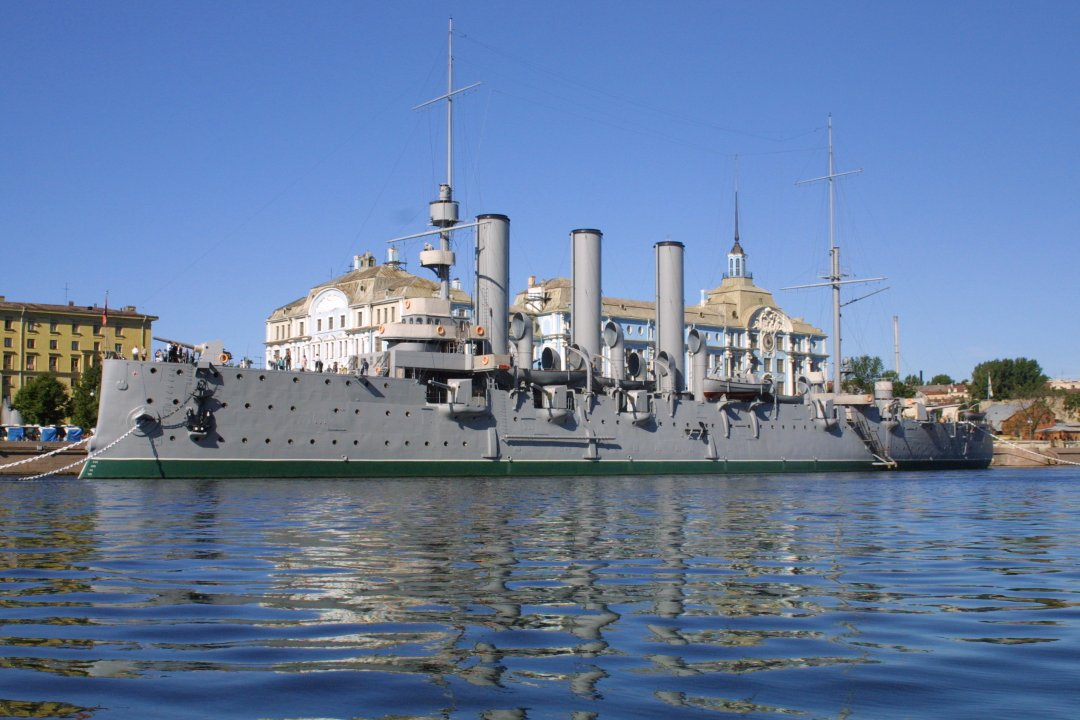
„Aurora” w 2001 roku
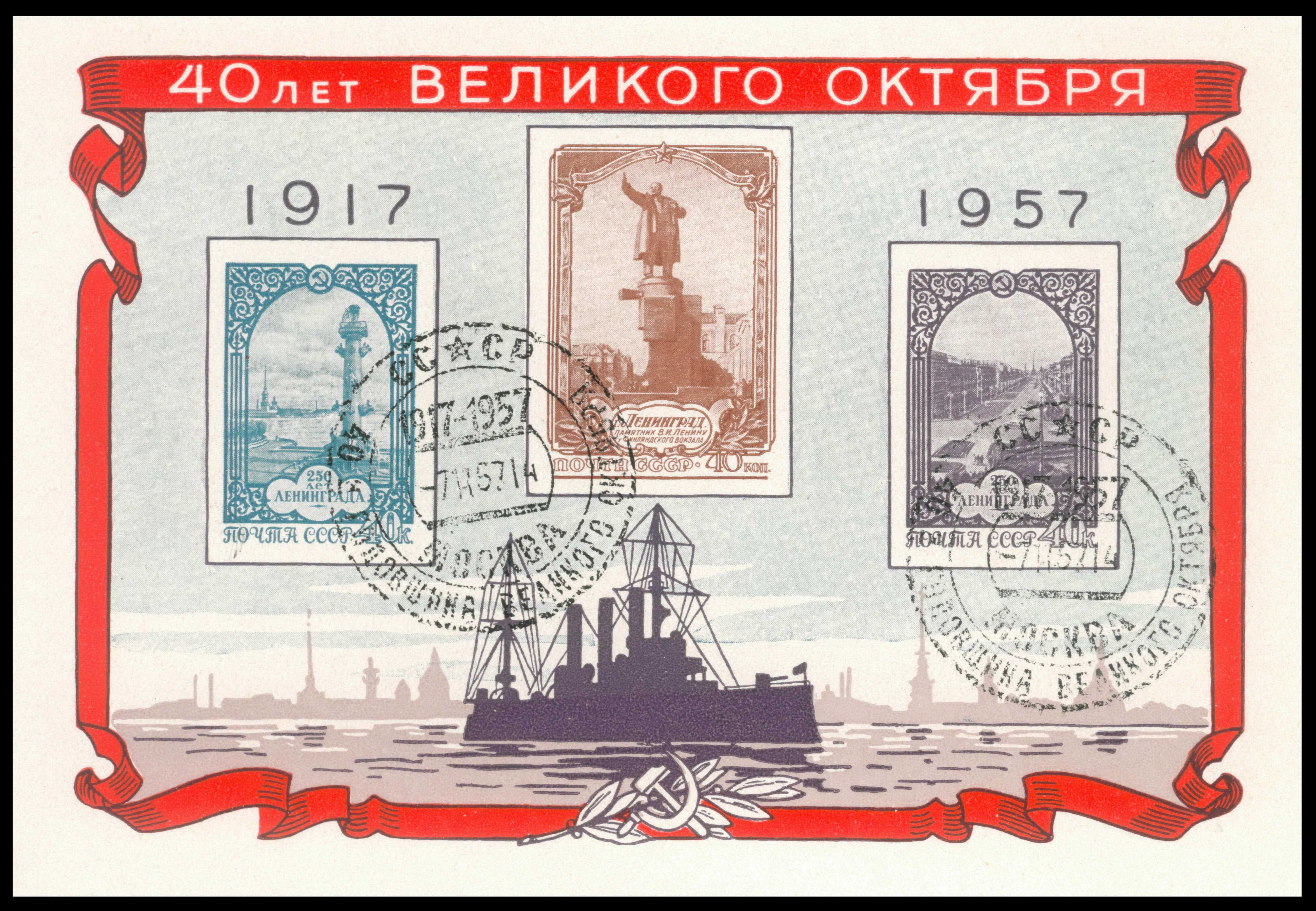
„Aurora” na pocztówce z okazji 40 rocznicy rewolucji październikowej
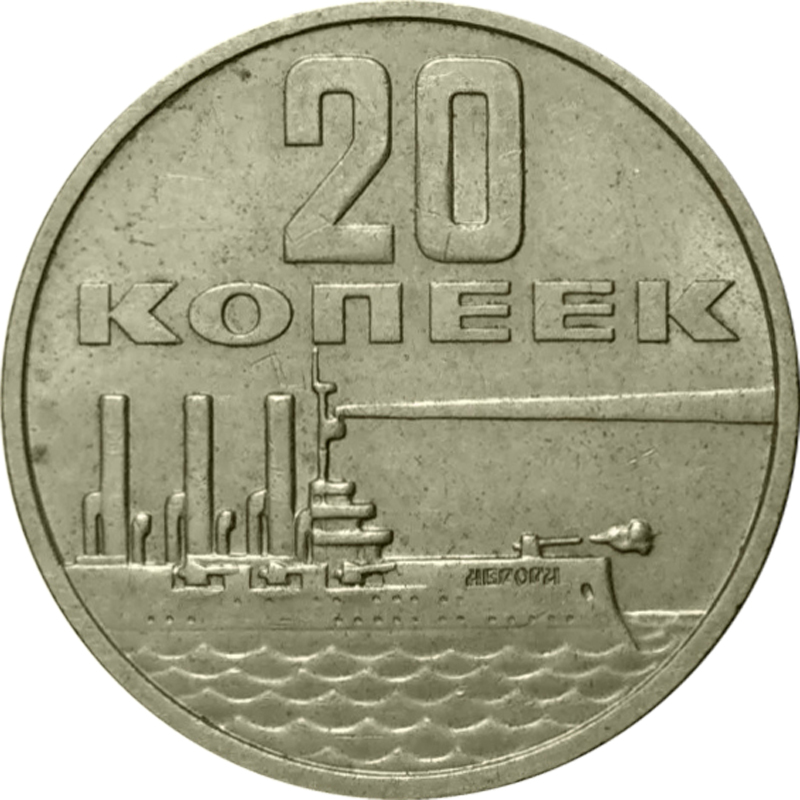
„Aurora” na monecie 20 kopiejek
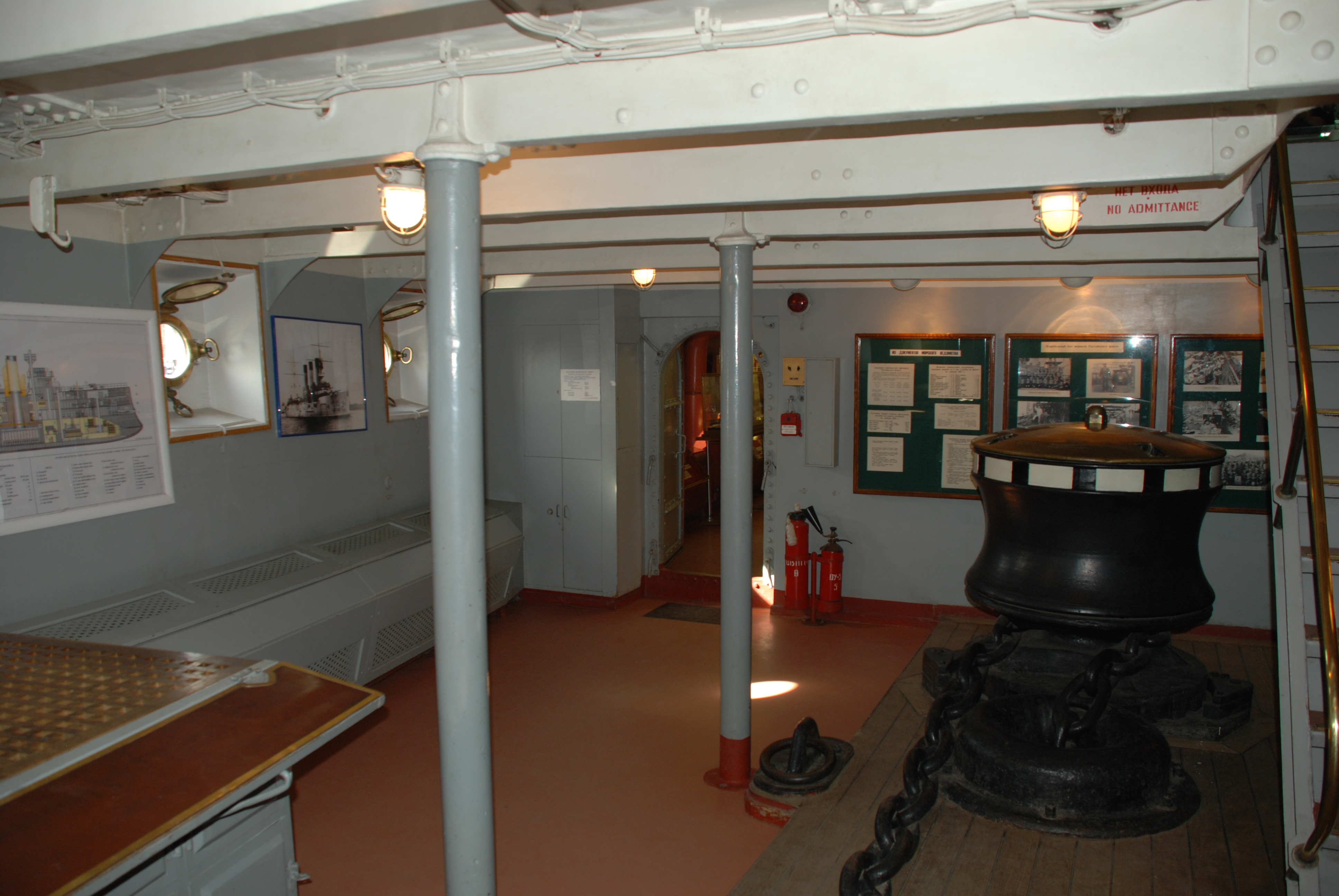
Wnętrza okrętu